# Wereldkampioenschap voetbal 2018

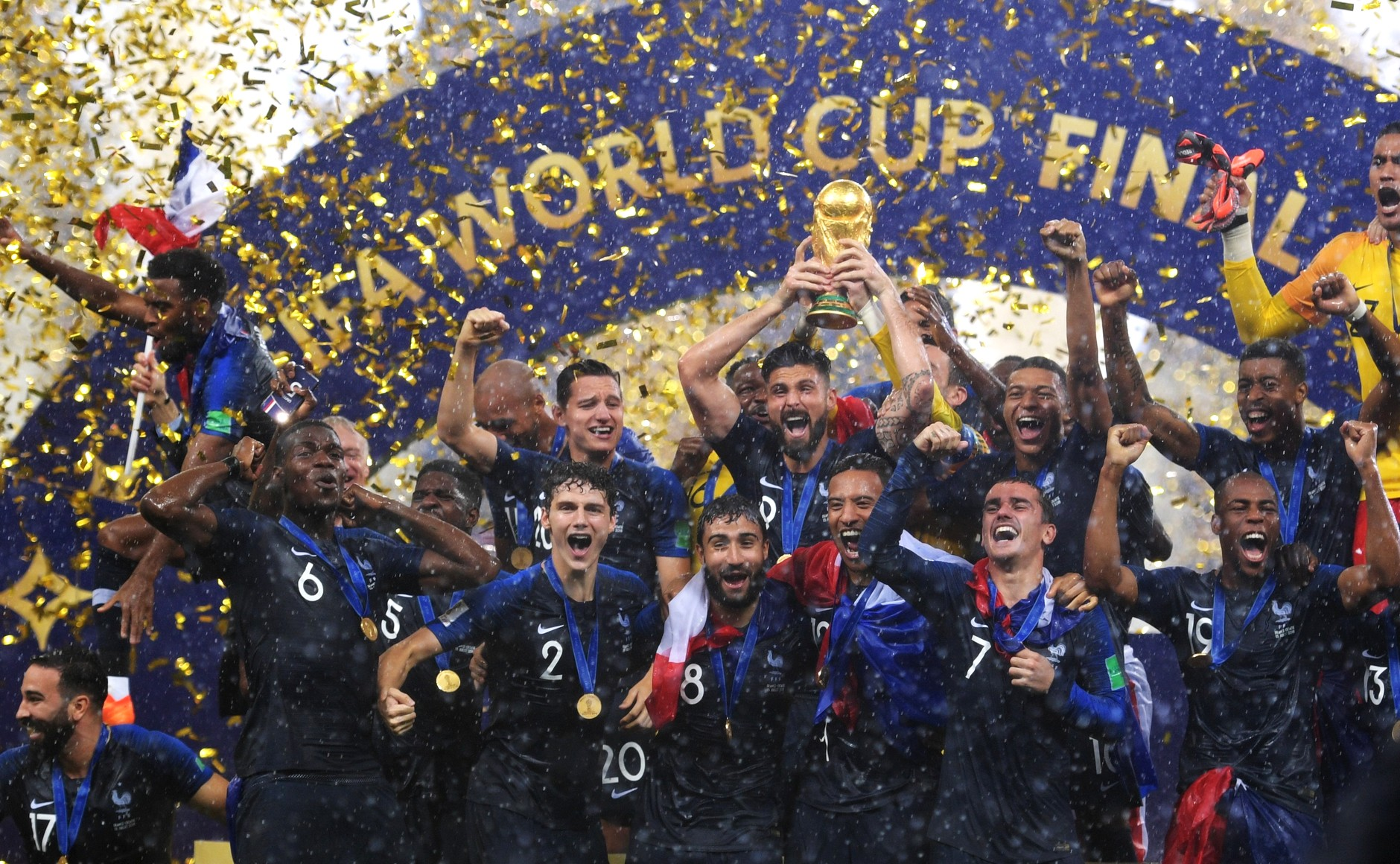
Het Franse elftal werd kampioen van dit toernooi.

Het FIFA-wereldkampioenschap voetbal 2018 was de editie van 2018 van een internationaal voetbaltoernooi waaraan nationale mannenteams van landen die aangesloten zijn bij de FIFA deelnamen. Het evenement vond plaats van 14 juni tot en met 15 juli 2018 in Rusland. De FIFA maakte op 2 december 2010 de organisator bekend, samen met die van het toernooi in 2022. Elf (groepen) landen hadden zich bij de FIFA aangemeld als kandidaat voor de organisatie van 2018 en/of 2022. Twee landen vielen af en uiteindelijk richtten alle Europese kandidaten zich op de organisatie van 2018 en de overige op 2022. Het toernooi werd gewonnen door Frankrijk, dat voor de tweede keer wereldkampioen werd.
Kylian Mbappé (Frankrijk, 1ste plaats) werd de beste jonge speler van het toernooi. Luka Modrić (Kroatië, 2de plaats) werd de beste speler en Thibaut Courtois (België, 3de plaats) werd de beste keeper van het toernooi. Topscorer van het toernooi was met 6 doelpunten Harry Kane (Engeland, 4de plaats). Het mooiste doelpunt werd volgens FIFA gemaakt door Benjamin Pavard (Frankrijk, 1ste plaats).

## Veranderingen

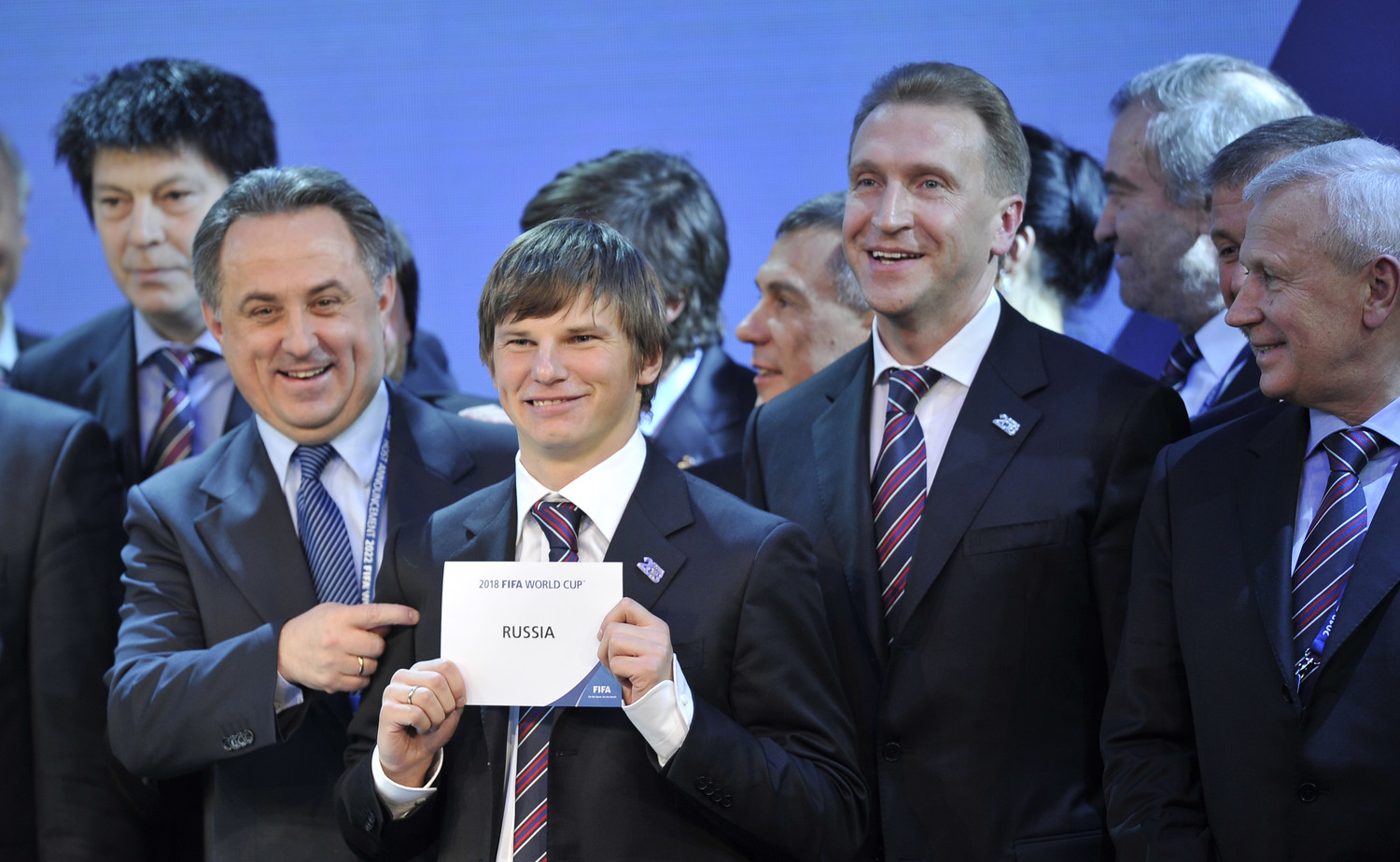
De Russische delegatie bestaande uit onder meer Vitali Moetko (links) en Andrej Arsjavin (midden) viert de bekendmaking van het organiserende land (2 december 2010).

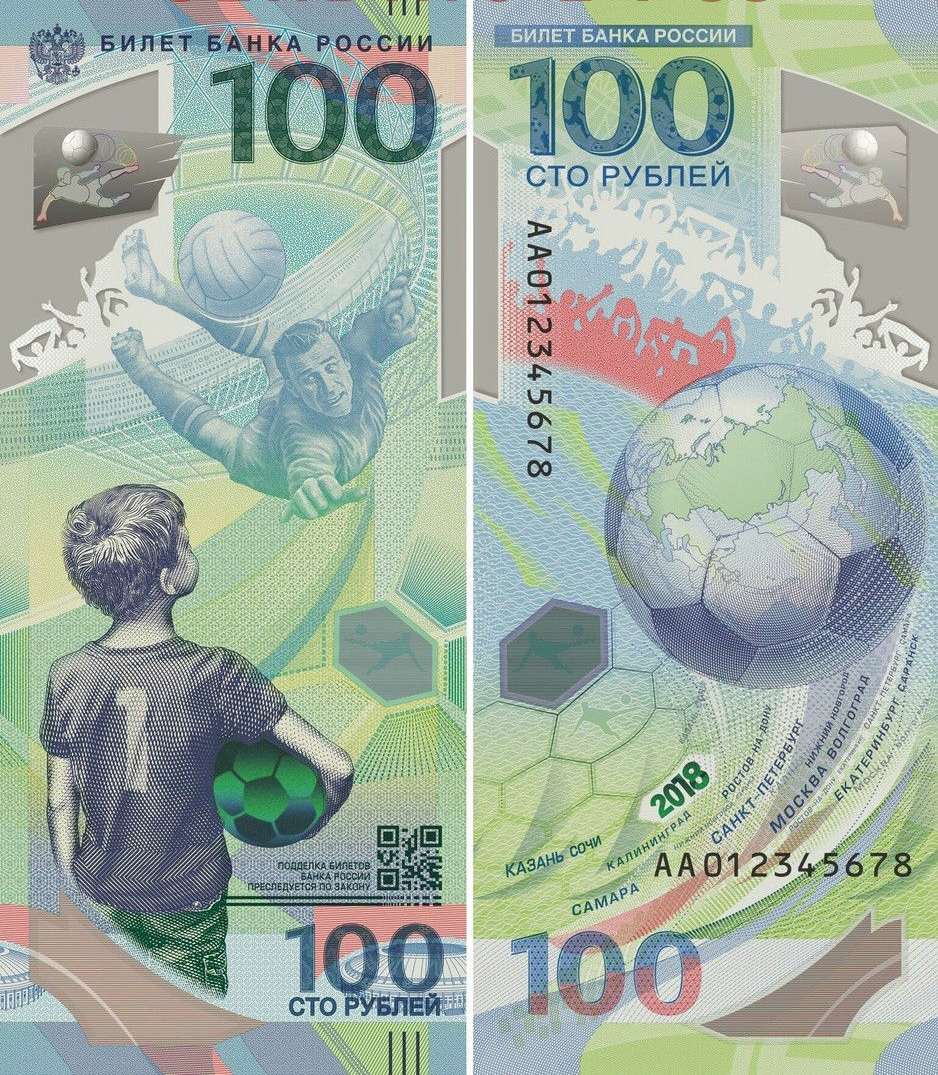
Een bankbiljet van 100 roebel. Dit ter ere van de wereldbeker die in Rusland plaatsvindt.

Op 29 november 2007 maakte de FIFA bekend dat men afstapte van het tot dan toe gehanteerde roulatiesysteem. Alle landen mochten zich weer kandidaat stellen voor de organisatie van het toernooi in 2018, behalve landen afkomstig van de continenten die de twee voorgaande toernooien zouden organiseren. Dit waren de landen uit Afrika en Zuid-Amerika.
Daarnaast maakte in 2008 de voorzitter van de FIFA, Sepp Blatter, bekend dat de organiserende landen voor zowel 2018 als 2022 in december 2010 tegelijkertijd zouden worden bekendgemaakt. Dit zou voor het eerst zijn dat twee toernooien tegelijkertijd werden toegewezen. De reden was dat dit commercieel interessanter is voor de FIFA omdat het de sponsoren en de media extra voorbereidingstijd geeft. De bestaande regel dat een continent nooit twee toernooien na elkaar mag organiseren, bleef van kracht. Blatter gaf aan dat geïnteresseerde landen op dat moment waren: Mexico, de Verenigde Staten, Engeland, Spanje, Nederland-België, Rusland, Qatar, China, Japan en Australië. Hij suggereerde dat Australië zich beter kon richten op 2022 omdat de aan 2018 voorafgaande twee toernooien (2010 en 2014) ook al op het zuidelijk halfrond zouden worden georganiseerd. Tevens leek Blatter er op te zinspelen dat de Noord-Amerikaanse landen zich ook het beste zouden richten op 2022, omdat in 2014 het toernooi al in Zuid-Amerika plaats zou hebben. Ook gaf hij aan dat "het verlangen groot is om minstens één op de drie WK's in Europa te organiseren." Omdat de twee voorgaande edities buiten Europa plaats hebben, sprak hij hiermee een voorkeur uit voor Europa in 2018 en leek hij de niet-Europese landen te adviseren zich te richten op 2022. Landen mochten zich kandidaat stellen voor de organisatie van een van de toernooien of van beide. Een half jaar voor de toewijzing van de toernooien bleek dat de FIFA inderdaad de voorkeur had om het toernooi van 2018 in Europa te houden en verzocht het de niet-Europese landen zich te richten op 2022. Sinds dat moment maakten de niet-Europese landen stuk voor stuk bekend zich op 2022 te richten en bleven alleen de Europese landen in de race voor 2018.
Op een persconferentie in Asuncion, Paraguay gaf Blatter begin 2009 aan dat zijn voorkeur ernaar uitging dat elk van beide WK's door slechts één land werd georganiseerd en dat dus niet twee landen samen een toernooi moesten organiseren. Dit was bijvoorbeeld het geval op het WK van 2002 met de gastheren Japan en Zuid-Korea. "Als we individuele kandidaten hebben die voldoen aan de noodzakelijke voorwaarden, wijzen we de gezamenlijke kandidaturen van de hand", aldus Blatter. Op dat moment bereidden België en Nederland, en Spanje en Portugal een gezamenlijke kandidatuur voor. Een paar dagen later nuanceerde een FIFA-woordvoerder het bericht: "Grote landen die in staat zijn alleen een WK te organiseren moeten zich alleen kandidaat stellen. Kleinere landen die niet bekwaam zijn een WK alleen te organiseren, moeten zich samen met een ander kleiner land aanmelden".

## Mascotte
Op 21 oktober 2016 maakte de FIFA de officiële mascotte van het WK 2018 bekend. De wolf Zabivaka werd met 53% van de stemmen verkozen tot winnaar van de ontwerpwedstrijd. Hiermee hield de wolf de tijger (27%) en de kat (20%) achter zich. De naam Zabivaka staat in het Russisch voor 'degene die scoort'. De mascotte werd ontworpen door Jekaterina Botsjarova.

## Procedure
Half januari 2009 maakte de FIFA de definitieve procedure bekend.
Alle landen die zijn aangesloten bij de FIFA mochten zich aanmelden voor de organisatie van de toernooien van 2018 en/of 2022. Uitgezonderd waren de landen aangesloten bij de CONMEBOL (Zuid-Amerika) voor beide edities en de landen aangesloten bij de CAF (Afrika) voor de editie van 2018. Dit vanwege het hiervoor genoemde aangepaste roulatiesysteem. Nederland en België besloten ook om een bid af te wegen.

## Kandidaten

Kandidaten, Legenda:
Toegewezen land.
Uitgeschakeld na stemming.
Afgevallen voor de stemming.

### Poging tot een bid
Landen en groepen landen hadden tot 2 februari 2009 de mogelijkheid om hun interesse te tonen voor de organisatie van de toernooien van 2018 en/of 2022. Negen landen en twee duo-landen meldden zich aan. Nadat de registratieformulieren aan de FIFA waren teruggestuurd, maakte de FIFA bekend dat er nog steeds 11 (groepen) landen kandidaat waren, maar dat Qatar en Zuid-Korea zich beperkten tot de organisatie van 2022. In september 2009 werd bekend dat Mexico zich teruggetrokken had vanwege de mondiale economische crisis. De Indonesische kandidatuur werd in maart 2010 door de FIFA geweigerd. In mei 2010 kondigde Japan aan zich niet meer op 2018 te richten maar alleen op 2022. Een maand later maakte ook Australië een dergelijke keuze bekend. De Verenigde Staten maakten in oktober 2010 als laatste niet-Europese kandidaat ook bekend zich alleen op 2022 te richten. Hierdoor konden alleen nog Europese kandidaten voor 2018 gekozen worden, omdat er nu alleen nog kandidaten uit Europa zich voor 2018 kandidaat gesteld hadden en een WK niet twee keer achter elkaar in hetzelfde continent mag worden gehouden.

### Resultaten
Het uitvoerend comité van de FIFA bestond uit 24 leden die elk een stem mochten uitbrengen. Twee weken voor de stemming werden twee leden geschorst omdat ze, volgens de ethische commissie van de FIFA, zich schuldig hadden gemaakt aan corruptie en samenzwering. Reynald Temarii (Tahiti) en Amos Adamu (Nigeria) zouden hun stem hebben willen geven in ruil voor geld.
De stemprocedure was als volgt: eerst werd gestemd over de toewijzing van 2018, vervolgens over die van 2022. Er werd in het geheim gestemd en er was een absolute meerderheid van stemmen nodig. Indien de stemmen staakten had de president de beslissende stem. Als bij een stemming geen absolute meerderheid zou worden bereikt, zou de kandidaat met het laagste aantal stemmen afvallen en zou er een nieuwe stemronde gehouden worden. Als meerdere kandidaturen het laagste aantal stemmen zouden hebben, zou een stemming volgen tussen die landen om de afvaller te bepalen. De Britse krant The Sunday Times onthulde dat twee leden van het uitvoerend comité van FIFA geld vroegen in ruil voor hun steun aan kandidaat-landen om het kampioenschap te organiseren. De twee, Reynald Temarii, een Franse vicepresident van FIFA, en Amos Adamu, een Nigeriaans lid van het comité en de president van de West Africa Football Union, zouden aan journalisten die zich uitgaven als lobbyisten voor de VS gezegd hebben dat ze een stem voor de VS konden "verzekeren" voor $800.000. Adamu beweerde dat het geld zou dienen voor vier voetbalstadions in Nigeria. FIFA kondigde enkele dagen later hun schorsing aan.
Het team dat het bod van Engeland ondersteunde trok haar klacht bij FIFA over de campagne van Rusland terug na verontschuldigingen van Rusland. Russische officials hadden neerbuigende opmerkingen gemaakt over de criminaliteit en het jeugdalcoholisme in Londen.
| Organiserend land   | Continent | Stemmen | Stemmen | Kosten bouw    | Stadions    | Gemiddelde kosten per stadion | Eerder                                      |
| Organiserend land   | Continent | Ronde 1 | Ronde 2 | Kosten bouw    | Stadions    | Gemiddelde kosten per stadion | Eerder                                      |
| ------------------- | --------- | ------- | ------- | -------------- | ----------- | ----------------------------- | ------------------------------------------- |
| Rusland             | Europa    | 9       | 13      | 3360,0 miljoen | 14 stadions | 240,0 miljoen                 | Nooit eerder georganiseerd                  |
| Portugal en Spanje  | Europa    | 7       | 7       | 1987,0 miljoen | 21 stadions | 94,6 miljoen                  | Wereldkampioenschap voetbal 1982 (Spanje)   |
| België en Nederland | Europa    | 4       | 2       | 2390,0 miljoen | 14 stadions | 170,7 miljoen                 | Nooit eerder georganiseerd                  |
| Engeland            | Europa    | 2       | -       | 2555,3 miljoen | 17 stadions | 150,3 miljoen                 | Wereldkampioenschap voetbal 1966 (Engeland) |

### Onderzoek toewijzing WK's 2018 en 2022
Na beschuldigingen van corruptie bij toewijzing van de WK's 2018 in Rusland en 2022 in Qatar heeft FIFA een onderzoek laten verrichten. Na de politieke onrust als gevolg van de crash van vlucht MH17 is vrijgave van de resultaten hiervan uitgesteld.

## Kwalificatie
Een totaal van 207 leden schreef zich in voor het kwalificatietoernooi. Dit betekent dat geen enkel land verbonden bij de FIFA zich niet inschreef.
| Confederatie | Continent                                 | Link                                                     |
| ------------ | ----------------------------------------- | -------------------------------------------------------- |
| AFC          | Azië en Australië                         | Wereldkampioenschap voetbal 2018 (kwalificatie AFC)      |
| CAF          | Afrika                                    | Wereldkampioenschap voetbal 2018 (kwalificatie CAF)      |
| CONCACAF     | Noord-Amerika, Midden-Amerika en Caraïben | Wereldkampioenschap voetbal 2018 (kwalificatie CONCACAF) |
| CONMEBOL     | Zuid-Amerika                              | Wereldkampioenschap voetbal 2018 (kwalificatie CONMEBOL) |
| OFC          | Oceanië uitgezonderd Australië            | Wereldkampioenschap voetbal 2018 (kwalificatie OFC)      |
| UEFA         | Europa                                    | Wereldkampioenschap voetbal 2018 (kwalificatie UEFA)     |

| FIFA-lid      | Confederatie | Kwalificatie                              | Kwal. datum | Aantal dln. (incl. 2018) | Eerste dln. | Laatste dln. | Dln. op rij | Titels (excl. 2018) | Beste prestatie |
| ------------- | ------------ | ----------------------------------------- | ----------- | ------------------------ | ----------- | ------------ | ----------- | ------------------- | --------------- |
| Rusland       | UEFA         | Gastland                                  | 02/12/2010  | 4                        | 1994        | 2014         | 2           | 0                   | Groepsfase      |
| Mexico        | CONCACAF     | Nr. 1 CONCACAF (vijfde ronde)             | 01/09/2017  | 16                       | 1930        | 2014         | 7           | 0                   | Kwartfinale     |
| Costa Rica    | CONCACAF     | Nr. 2 CONCACAF (vijfde ronde)             | 07/10/2017  | 5                        | 1990        | 2014         | 2           | 0                   | Kwartfinale     |
| Panama        | CONCACAF     | Nr. 3 CONCACAF (vijfde ronde)             | 10/10/2017  | 1                        | 2018        | N.v.t.       | 1           | 0                   | N.v.t.          |
| Frankrijk     | UEFA         | 1e groep A                                | 10/10/2017  | 14                       | 1930        | 2014         | 6           | 1                   | Wereldkampioen  |
| Portugal      | UEFA         | 1e groep B                                | 10/10/2017  | 7                        | 1966        | 2014         | 5           | 0                   | Derde plaats    |
| Duitsland     | UEFA         | 1e groep C                                | 05/10/2017  | 19                       | 1934        | 2014         | 17          | 4                   | Wereldkampioen  |
| Servië        | UEFA         | 1e groep D                                | 09/10/2017  | 2                        | 2010        | 2010         | 1           | 0                   | Eerste ronde    |
| Polen         | UEFA         | 1e groep E                                | 08/10/2017  | 8                        | 1938        | 2006         | 1           | 0                   | Derde plaats    |
| Engeland      | UEFA         | 1e groep F                                | 05/10/2017  | 15                       | 1950        | 2014         | 6           | 1                   | Wereldkampioen  |
| Spanje        | UEFA         | 1e groep G                                | 06/10/2017  | 15                       | 1934        | 2014         | 11          | 1                   | Wereldkampioen  |
| België        | UEFA         | 1e groep H                                | 03/09/2017  | 13                       | 1930        | 2014         | 2           | 0                   | Vierde plaats   |
| IJsland       | UEFA         | 1e groep I                                | 09/10/2017  | 1                        | 2018        | N.v.t.       | 1           | 0                   | N.v.t.          |
| Zwitserland   | UEFA         | Winnaar play-off 1                        | 12/11/2017  | 11                       | 1934        | 2014         | 4           | 0                   | Kwartfinale     |
| Kroatië       | UEFA         | Winnaar play-off 2                        | 12/11/2017  | 5                        | 1998        | 2014         | 2           | 0                   | Derde plaats    |
| Denemarken    | UEFA         | Winnaar play-off 3                        | 14/11/2017  | 5                        | 1986        | 2010         | 1           | 0                   | Kwartfinale     |
| Zweden        | UEFA         | Winnaar play-off 4                        | 13/11/2017  | 12                       | 1934        | 2006         | 1           | 0                   | Tweede plaats   |
| Iran          | AFC          | 1e groep A (derde ronde)                  | 12/06/2017  | 5                        | 1978        | 2014         | 2           | 0                   | Eerste ronde    |
| Zuid-Korea    | AFC          | 2e groep A (derde ronde)                  | 05/09/2017  | 10                       | 1954        | 2014         | 9           | 0                   | Vierde plaats   |
| Japan         | AFC          | 1e groep B (derde ronde)                  | 31/08/2017  | 6                        | 1998        | 2014         | 6           | 0                   | Achtste finale  |
| Saoedi-Arabië | AFC          | 2e groep B (derde ronde)                  | 05/09/2017  | 5                        | 1994        | 2006         | 1           | 0                   | Achtste finale  |
| Tunesië       | CAF          | 1e groep A                                | 11/11/2017  | 5                        | 1978        | 2006         | 1           | 0                   | Achtste finale  |
| Nigeria       | CAF          | 1e groep B                                | 07/10/2017  | 6                        | 1994        | 2014         | 3           | 0                   | Achtste finale  |
| Marokko       | CAF          | 1e groep C                                | 11/11/2017  | 5                        | 1970        | 1998         | 1           | 0                   | Achtste finale  |
| Senegal       | CAF          | 1e groep D                                | 10/11/2017  | 2                        | 2002        | 2002         | 1           | 0                   | Kwartfinale     |
| Egypte        | CAF          | 1e groep E                                | 08/10/2017  | 3                        | 1934        | 1990         | 1           | 0                   | Eerste ronde    |
| Brazilië      | CONMEBOL     | Nr. 1 CONMEBOL                            | 28/03/2017  | 21                       | 1930        | 2014         | 21          | 5                   | Wereldkampioen  |
| Uruguay       | CONMEBOL     | Nr. 2 CONMEBOL                            | 11/10/2017  | 13                       | 1930        | 2014         | 3           | 2                   | Wereldkampioen  |
| Argentinië    | CONMEBOL     | Nr. 3 CONMEBOL                            | 11/10/2017  | 17                       | 1930        | 2014         | 12          | 2                   | Wereldkampioen  |
| Colombia      | CONMEBOL     | Nr. 4 CONMEBOL                            | 11/10/2017  | 6                        | 1962        | 2014         | 2           | 0                   | Kwartfinale     |
| Peru          | CONMEBOL     | Intercontinentale play-off (CONMEBOL–OFC) | 15/11/2017  | 5                        | 1930        | 1982         | 1           | 0                   | Kwartfinale     |
| Australië     | AFC          | Intercontinentale play-off (CONCACAF–AFC) | 15/11/2017  | 5                        | 1974        | 2014         | 4           | 0                   | Achtste finale  |

## Verblijfplaatsen
| Land          | Kamp                             | Poule             | Poule             | Poule             | Knock-out         | Knock-out       | Knock-out       | Knock-out       | Knock-out |
| Land          | Kamp                             | Wedstrijd 1       | Wedstrijd 2       | Wedstrijd 3       | Achtste finale    | Kwartfinale     | Halve finale    | Troostfinale    | Finale    |
| ------------- | -------------------------------- | ----------------- | ----------------- | ----------------- | ----------------- | --------------- | --------------- | --------------- | --------- |
| Rusland       | Chimki (Oblast Moskou)           | Moskou            | Sint-Petersburg   | Samara            | Moskou            | Sotsji          |                 |                 |           |
| Saoedi-Arabië | Sint-Petersburg                  | Moskou            | Rostov aan de Don | Wolgograd         |                   |                 |                 |                 |           |
| Egypte        | Grozny (Tsjetsjenië)             | Jekaterinenburg   | Sint-Petersburg   | Wolgograd         |                   |                 |                 |                 |           |
| Uruguay       | Bor (Oblast Nizjni Novgorod)     | Jekaterinenburg   | Rostov aan de Don | Samara            | Sotsji            | Nizjni Novgorod |                 |                 |           |
| Portugal      | Ramenskoje (Oblast Moskou)       | Sotsji            | Moskou            | Saransk           | Sotsji            |                 |                 |                 |           |
| Spanje        | Krasnodar (Kraj Krasnodar)       | Sotsji            | Kazan             | Kaliningrad       | Moskou            |                 |                 |                 |           |
| Marokko       | Voronezj (Oblast Voronezj)       | Sint-Petersburg   | Moskou            | Kaliningrad       |                   |                 |                 |                 |           |
| Iran          | Bakovka (Oblast Moskou)          | Sint-Petersburg   | Kazan             | Saransk           |                   |                 |                 |                 |           |
| Frankrijk     | Istra (Oblast Moskou)            | Kazan             | Jekaterinenburg   | Moskou            | Kazan             | Nizjni Novgorod | Sint-Petersburg |                 | Moskou    |
| Australië     | Kazan (Tatarije)                 | Kazan             | Samara            | Sotsji            |                   |                 |                 |                 |           |
| Peru          | Moskou                           | Saransk           | Jekaterinenburg   | Sotsji            |                   |                 |                 |                 |           |
| Denemarken    | Anapa (Kraj Krasnodar)           | Saransk           | Samara            | Moskou            | Nizjni Novgorod   |                 |                 |                 |           |
| Argentinië    | Bronnitsy (Oblast Moskou)        | Moskou            | Nizjni Novgorod   | Sint-Petersburg   | Kazan             |                 |                 |                 |           |
| IJsland       | Gelendzjik (Kraj Krasnodar)      | Moskou            | Wolgograd         | Rostov aan de Don |                   |                 |                 |                 |           |
| Kroatië       | Vyborgsky (Oblast Leningrad)     | Kaliningrad       | Nizjni Novgorod   | Rostov aan de Don | Nizjni Novgorod   | Sotsji          | Moskou          |                 | Moskou    |
| Nigeria       | Jessentoeki (Kraj Stavropol)     | Kaliningrad       | Wolgograd         | Sint-Petersburg   |                   |                 |                 |                 |           |
| Brazilië      | Sotsji (Kraj Krasnodar)          | Rostov aan de Don | Sint-Petersburg   | Moskou            | Samara            | Kazan           |                 |                 |           |
| Zwitserland   | Toljatti (Oblast Samara)         | Rostov aan de Don | Kaliningrad       | Nizjni Novgorod   | Sint-Petersburg   |                 |                 |                 |           |
| Costa Rica    | Sint-Petersburg                  | Samara            | Sint-Petersburg   | Nizjni Novgorod   |                   |                 |                 |                 |           |
| Servië        | Svetlogorsk (Oblast Kaliningrad) | Samara            | Kaliningrad       | Moskou            |                   |                 |                 |                 |           |
| Duitsland     | Moskou                           | Moskou            | Sotsji            | Kazan             |                   |                 |                 |                 |           |
| Mexico        | Chimki (Oblast Moskou)           | Moskou            | Rostov aan de Don | Jekaterinenburg   | Samara            |                 |                 |                 |           |
| Zweden        | Gelendzjik (Kraj Krasnodar)      | Nizjni Novgorod   | Sotsji            | Jekaterinenburg   | Sint-Petersburg   | Samara          |                 |                 |           |
| Zuid-Korea    | Sint-Petersburg                  | Nizjni Novgorod   | Rostov aan de Don | Kazan             |                   |                 |                 |                 |           |
| België        | Krasnogorski (Oblast Moskou)     | Sotsji            | Moskou            | Kaliningrad       | Rostov aan de Don | Kazan           | Sint-Petersburg | Sint-Petersburg |           |
| Panama        | Saransk (Mordovië)               | Sotsji            | Nizjni Novgorod   | Saransk           |                   |                 |                 |                 |           |
| Tunesië       | Pervomayskoye (Oblast Moskou)    | Wolgograd         | Moskou            | Saransk           |                   |                 |                 |                 |           |
| Engeland      | Repino (Sint-Petersburg)         | Wolgograd         | Nizjni Novgorod   | Kaliningrad       | Moskou            | Samara          | Moskou          | Sint-Petersburg |           |
| Polen         | Sotsji (Kraj Krasnodar)          | Moskou            | Kazan             | Wolgograd         |                   |                 |                 |                 |           |
| Senegal       | Kaloega (Oblast Kaloega)         | Moskou            | Jekaterinenburg   | Samara            |                   |                 |                 |                 |           |
| Colombia      | Verkhneuslonsky (Tatarije)       | Saransk           | Kazan             | Samara            | Moskou            |                 |                 |                 |           |
| Japan         | Kazan (Tatarije)                 | Saransk           | Jekaterinenburg   | Wolgograd         | Rostov aan de Don |                 |                 |                 |           |

## Tijdzones
Omdat de 11 speelsteden van het WK zijn verspreid over een groot deel van Rusland, krijgt men tijdens het WK te maken met speelsteden in verschillende tijdzones. In de westelijke regio van Rusland, waar het WK plaatsvindt, varieert de tijdzone van UTC+2 tot UTC+5. Kaliningrad valt in tijdzone UTC+2 (geen tijdsverschil met België en Nederland). Moskou, Kazan, Saransk, Rostov aan de Don, Sint-Petersburg, Nizjni Novgorod, Volgograd en Sotsji vallen in tijdzone UTC+3 (1 uur later). Samara valt in tijdzone UTC+4 (2 uur later) en Jekaterinenburg valt in tijdzone UTC+5 (3 uur later).

## Speelsteden
Voor Rusland is het WK na de Olympische Winterspelen 2014 het tweede grote sportevenement sinds de val van de Sovjet-Unie. Rusland had de steun van president Poetin, die er mede voor heeft gezorgd dat de Olympische Spelen in 2014 in Sotsji werden gehouden. In de kandidatuur werden oorspronkelijk 16 stadions in 13 steden voorgesteld. Het werden uiteindelijk 12 stadions in 11 steden. Acht stadions werden nieuw gebouwd, het stadion van Sotsji was van 2014, de overige drie gerenoveerd. De nieuwbouw en verbouw van de stadions werd in 2010 geraamd op 3,82 miljard dollar. De openingswedstrijd, een van de halve finales en de finale worden gespeeld in het Olympisch Stadion Loezjniki in Moskou.
Alle speelsteden zijn gelegen in Europees Rusland.  De afstand van Kaliningrad tot Jekaterinenburg is 2.481 km in vogelvucht, van Sint-Petersburg tot Sotsji is 1.908 km.
| Sint-Petersburg             | Moskou                         | Moskou | Nizjni Novgorod |
| --------------------------- | ------------------------------ | --- | --- |
| Krestovskistadion           | Olympisch Stadion Loezjniki    | Otkrytieje Arena | Stadion Nizjni Novgorod |
| Capaciteit: 66.881 (nieuw)  | Capaciteit: 81.000 (renovatie) | Capaciteit: 43.300 (nieuw)                                                                                                   | Capaciteit: 45.300 (nieuw)                                                                                                   |
|                             |                                | | |
| Kaliningrad                 | Jekaterinenburg                | Moskou Sint-Petersburg Kaliningrad Nizjni Novgorod Kazan Samara Wolgograd Saransk Sotsji Rostov aan de Don Jekateri- nenburg | Moskou Sint-Petersburg Kaliningrad Nizjni Novgorod Kazan Samara Wolgograd Saransk Sotsji Rostov aan de Don Jekateri- nenburg |
| Stadion Kaliningrad (nieuw) | Centraalstadion (renovatie)    | Moskou Sint-Petersburg Kaliningrad Nizjni Novgorod Kazan Samara Wolgograd Saransk Sotsji Rostov aan de Don Jekateri- nenburg | Moskou Sint-Petersburg Kaliningrad Nizjni Novgorod Kazan Samara Wolgograd Saransk Sotsji Rostov aan de Don Jekateri- nenburg |
| Capaciteit: 35.000          | Capaciteit: 34.000             | Moskou Sint-Petersburg Kaliningrad Nizjni Novgorod Kazan Samara Wolgograd Saransk Sotsji Rostov aan de Don Jekateri- nenburg | Moskou Sint-Petersburg Kaliningrad Nizjni Novgorod Kazan Samara Wolgograd Saransk Sotsji Rostov aan de Don Jekateri- nenburg |
|                             |                                | Moskou Sint-Petersburg Kaliningrad Nizjni Novgorod Kazan Samara Wolgograd Saransk Sotsji Rostov aan de Don Jekateri- nenburg | Moskou Sint-Petersburg Kaliningrad Nizjni Novgorod Kazan Samara Wolgograd Saransk Sotsji Rostov aan de Don Jekateri- nenburg |
| Saransk                     | Kazan                          | Moskou Sint-Petersburg Kaliningrad Nizjni Novgorod Kazan Samara Wolgograd Saransk Sotsji Rostov aan de Don Jekateri- nenburg | Moskou Sint-Petersburg Kaliningrad Nizjni Novgorod Kazan Samara Wolgograd Saransk Sotsji Rostov aan de Don Jekateri- nenburg |
| Mordovia Arena (nieuw)      | Kazan Arena (nieuw)            | Moskou Sint-Petersburg Kaliningrad Nizjni Novgorod Kazan Samara Wolgograd Saransk Sotsji Rostov aan de Don Jekateri- nenburg | Moskou Sint-Petersburg Kaliningrad Nizjni Novgorod Kazan Samara Wolgograd Saransk Sotsji Rostov aan de Don Jekateri- nenburg |
| Capaciteit: 44.400          | Capaciteit: 44.700             | Moskou Sint-Petersburg Kaliningrad Nizjni Novgorod Kazan Samara Wolgograd Saransk Sotsji Rostov aan de Don Jekateri- nenburg | Moskou Sint-Petersburg Kaliningrad Nizjni Novgorod Kazan Samara Wolgograd Saransk Sotsji Rostov aan de Don Jekateri- nenburg |
|                             |                                | Moskou Sint-Petersburg Kaliningrad Nizjni Novgorod Kazan Samara Wolgograd Saransk Sotsji Rostov aan de Don Jekateri- nenburg | Moskou Sint-Petersburg Kaliningrad Nizjni Novgorod Kazan Samara Wolgograd Saransk Sotsji Rostov aan de Don Jekateri- nenburg |
| Rostov aan de Don           | Sotsji                         | Wolgograd | Samara |
| Rostov Arena (nieuw)        | Olympisch Stadion Fisjt        | Volgograd Arena (nieuw) | Cosmos Arena (nieuw) |
| Capaciteit: 43.702          | Capaciteit: 47.659             | Capaciteit: 45.015 | Capaciteit: 44.918 |
|                             |                                | | |

## Hoofdtoernooi

### Opzet
Het toernooi heeft dezelfde opzet als de toernooien die vanaf 1998 georganiseerd werden.
Tweeëndertig landen nemen deel, waaronder het gastland. Zij worden verdeeld in acht groepen van vier ploegen, waarbij de eerste twee zich kwalificeren voor de achtste finales. Vanaf deze fase wordt er gespeeld volgens het knock-outsysteem: de kwartfinales volgen, dan de halve finales, de wedstrijd om de derde plaats (troostfinale) en de finale.

### Loting
De loting vond plaats op 1 december 2017 in het Kremlin van Moskou, Rusland. De presentatie was in handen van Gary Lineker en Maria Komandnaja. Ook Miroslav Klose maakte deel uit van de ceremonie in het Kremlin, hij mocht de trofee op het podium brengen. Verder werden Lineker en Komandnaja nog geassisteerd door Diego Maradona, Cafú, Laurent Blanc, Fabio Cannavaro, Carles Puyol, Diego Forlán, Gordon Banks en Nikita Simonjan.

#### Potindeling
De 32 landen werden in vier potten ingedeeld. Het gastland en de zeven landen met de hoogste positie op de FIFA-wereldranglijst van oktober 2017 werden geplaatst in pot 1. De overige potten werden eveneens ingedeeld op basis van de FIFA-wereldranglijst van oktober 2017.
| Pot 1 gastland en top 7                                               | Pot 2                                                            | Pot 3                                                            | Pot 4                                                                  |
| --------------------------------------------------------------------- | ---------------------------------------------------------------- | ---------------------------------------------------------------- | ---------------------------------------------------------------------- |
| Rusland Duitsland Brazilië Portugal Argentinië België Polen Frankrijk | Spanje Peru Zwitserland Engeland Colombia Mexico Uruguay Kroatië | Denemarken IJsland Costa Rica Zweden Tunesië Egypte Senegal Iran | Servië Nigeria Australië Japan Marokko Panama Zuid-Korea Saoedi-Arabië |

#### Toepassing van de loting
Principes
Voor de loting waren drie principes van toepassing:
1. Geografische spreidingTeams uit hetzelfde kwalificatiegebied kunnen niet in dezelfde groep uitkomen. Uitgezonderd de Europese teams, deze mogen met maximaal twee teams in een groep terechtkomen.
2. VolgordeDe potten worden van 1 t/m 4 volledig geleegd. Groepen (A t/m H) worden op volgorde gevuld. Groepen mogen overgeslagen worden als een indeling tegen het eerste principe van geografische spreiding in gaat.
3. Indeling in de groepDe landen uit pot 1 worden automatisch groepshoofd. Voor de overige teams volgt na groepsindeling een aparte trekking voor de positie 2 t/m 4 binnen de betreffende poule.

### Scheidsrechters
Op 21 november 2017 maakte de FIFA een voorselectie van zesendertig scheidsrechters. De FIFA heeft beslist om 36 scheidsrechters en 63 assistent-scheidsrechters naar Rusland te sturen. Hieronder een overzicht van de scheidsrechters. De oorspronkelijk geselecteerde Saoedische scheidsrechter Fahad Al-Mirdasi werd op 14 mei 2018 betrapt op poging tot matchfixing en werd levenslang geschorst door de Saoedische voetbalbond, die aan de FIFA vroeg om hetzelfde te doen, wat ook gebeurde.
Tussen haakjes staat het aantal wedstrijden dat de scheidsrechters leidden.
| Confederatie | Scheidsrechter               | Assistent-scheidsrechters                        | Video-assistent |
| ------------ | ---------------------------- | ------------------------------------------------ | --- |
| AFC          | Alireza Faghani (4)          | Reza Sokhandan Mohammadreza Mansouri             | Abdulrahman Al-Jassim |
| AFC          | Ravshan Irmatov (2)          | Abdukhamidullo Rasulov Jakhongir Saidov          | Abdulrahman Al-Jassim |
| AFC          | Mohammed Abdulla Mohamed (1) | Mohamed Alhammadi Hasan Almahri                  | Abdulrahman Al-Jassim |
| AFC          | Ryuji Sato (0)               | Toru Sagara Hiroshi Yamauchi                     | Abdulrahman Al-Jassim |
| AFC          | Nawaf Shukralla (2)          | Yaser Khalil Abdulla Tulefat Taleb Al Maari      | Abdulrahman Al-Jassim |
| CAF          | Mehdi Abid Charef (0)        | Abdelhak Etchiali                                | |
| CAF          | Malang Diedhiou (3)          | Djibril Camara El Hadji Malick Samba             | |
| CAF          | Bakary Gassama (1)           | Jean-Claude Birumushahu                          | |
| CAF          | Gehad Grisha (1)             | Redouane Achik Waleed Ahmed                      | |
| CAF          | Janny Sikazwe (2)            | Jerson Emiliano Dos Santos Zakhele Thusi Siwela  | |
| CAF          | Bamlak Tessema Weyesa (0)    | Anouar Hmila                                     | |
| CONCACAF     | Joel Aguilar (1)             | Juan Zumba                                       | |
| CONCACAF     | Mark Geiger (3)              | Frank Anderson Joe Fletcher                      | |
| CONCACAF     | Jair Marrufo (1)             | Corey Rockwell                                   | |
| CONCACAF     | Ricardo Montero (0)          | Juan Carlos Mora Araya                           | |
| CONCACAF     | John Pitti (0)               | Gabriel Victoria                                 | |
| CONCACAF     | César Arturo Ramos (3)       | Marvin Torrentera Miguel Ángel Hernández Paredes | |
| CONMEBOL     | Julio Bascuñán (0)           | Carlos Astroza Christian Schiemann               | Wilton Pereira Sampaio Gery Vargas Mauro Vigliano                                                                                     |
| CONMEBOL     | Enrique Cáceres (2)          | Eduardo Cardozo Juan Zorilla                     | Wilton Pereira Sampaio Gery Vargas Mauro Vigliano                                                                                     |
| CONMEBOL     | Andrés Cunha (3)             | Nicolás Taran Mauricio Espinosa                  | Wilton Pereira Sampaio Gery Vargas Mauro Vigliano                                                                                     |
| CONMEBOL     | Néstor Pitana (5)            | Hernán Maidana Juan Pablo Belatti                | Wilton Pereira Sampaio Gery Vargas Mauro Vigliano                                                                                     |
| CONMEBOL     | Sandro Ricci (3)             | Emerson de Carvalho Marcelo van Gasse            | Wilton Pereira Sampaio Gery Vargas Mauro Vigliano                                                                                     |
| CONMEBOL     | Wilmar Roldán (2)            | Alexander Guzmán Cristian de la Cruz             | Wilton Pereira Sampaio Gery Vargas Mauro Vigliano                                                                                     |
| OFC          | Matthew Conger (1)           | Simon Lount Tevita Makasini                      | |
| OFC          | Norbert Hauata (0)           | Bertrand Brial                                   | |
| UEFA         | Felix Brych (1)              | Stefan Lupp Mark Borsch                          | Bastian Dankert Paweł Gil Massimiliano Irrati Tiago Martins Danny Makkelie Daniele Orsato Artur Soares Dias Paolo Valeri Felix Zwayer |
| UEFA         | Cüneyt Çakır (3)             | Bahattin Duran Tarik Ongun                       | Bastian Dankert Paweł Gil Massimiliano Irrati Tiago Martins Danny Makkelie Daniele Orsato Artur Soares Dias Paolo Valeri Felix Zwayer |
| UEFA         | Sergej Karasjov (1)          | Anton Averjanov Tichon Kaloegin                  | Bastian Dankert Paweł Gil Massimiliano Irrati Tiago Martins Danny Makkelie Daniele Orsato Artur Soares Dias Paolo Valeri Felix Zwayer |
| UEFA         | Björn Kuipers (4)            | Sander van Roekel Erwin Zeinstra                 | Bastian Dankert Paweł Gil Massimiliano Irrati Tiago Martins Danny Makkelie Daniele Orsato Artur Soares Dias Paolo Valeri Felix Zwayer |
| UEFA         | Szymon Marciniak (2)         | Paweł Sokolnicki Tomasz Listkiewicz              | Bastian Dankert Paweł Gil Massimiliano Irrati Tiago Martins Danny Makkelie Daniele Orsato Artur Soares Dias Paolo Valeri Felix Zwayer |
| UEFA         | Antonio Mateu Lahoz (2)      | Pau Cebrián Devis Roberto Díaz Pérez             | Bastian Dankert Paweł Gil Massimiliano Irrati Tiago Martins Danny Makkelie Daniele Orsato Artur Soares Dias Paolo Valeri Felix Zwayer |
| UEFA         | Milorad Mažić (3)            | Milovan Ristić Dalibor Đurđević                  | Bastian Dankert Paweł Gil Massimiliano Irrati Tiago Martins Danny Makkelie Daniele Orsato Artur Soares Dias Paolo Valeri Felix Zwayer |
| UEFA         | Gianluca Rocchi (3)          | Elenito Di Liberatore Mauro Tonolini             | Bastian Dankert Paweł Gil Massimiliano Irrati Tiago Martins Danny Makkelie Daniele Orsato Artur Soares Dias Paolo Valeri Felix Zwayer |
| UEFA         | Damir Skomina (3)            | Jure Prapotnik Robert Vukan                      | Bastian Dankert Paweł Gil Massimiliano Irrati Tiago Martins Danny Makkelie Daniele Orsato Artur Soares Dias Paolo Valeri Felix Zwayer |
| UEFA         | Clément Turpin (2)           | Cyril Gringore Nicolas Danos                     | Bastian Dankert Paweł Gil Massimiliano Irrati Tiago Martins Danny Makkelie Daniele Orsato Artur Soares Dias Paolo Valeri Felix Zwayer |

### Overzicht continent per ronde
| Continent                | Confederatie | Groepsfase                       | 1/8e finale                      | Kwartfinale                      | Halve finale                     | Troostfinale                     | Finale                           |
| ------------------------ | ------------ | -------------------------------- | -------------------------------- | -------------------------------- | -------------------------------- | -------------------------------- | -------------------------------- |
| Europa                   | UEFA         | 14 (43,8%)                       | 10 (62,5%)                       | 6 (75%)                          | 4 (100% )                        | 2 (100%)                         | 2 (100%)                         |
| Zuid-Amerika             | CONMEBOL     | 5 (15,6%)                        | 4 (25%)                          | 2 (25%)                          | Continent volledig uitgeschakeld | Continent volledig uitgeschakeld | Continent volledig uitgeschakeld |
| Afrika                   | CAF          | 5 (15,6%)                        | Continent volledig uitgeschakeld | Continent volledig uitgeschakeld | Continent volledig uitgeschakeld | Continent volledig uitgeschakeld | Continent volledig uitgeschakeld |
| Azië                     | AFC          | 5 (15,6%)                        | 1 (6,25%)                        | Continent volledig uitgeschakeld | Continent volledig uitgeschakeld | Continent volledig uitgeschakeld | Continent volledig uitgeschakeld |
| Noord- en Midden-Amerika | CONCACAF     | 3 (9,4%)                         | 1 (6,25%)                        | Continent volledig uitgeschakeld | Continent volledig uitgeschakeld | Continent volledig uitgeschakeld | Continent volledig uitgeschakeld |
| Oceanië                  | OFC          | Continent volledig uitgeschakeld | Continent volledig uitgeschakeld | Continent volledig uitgeschakeld | Continent volledig uitgeschakeld | Continent volledig uitgeschakeld | Continent volledig uitgeschakeld |
| Totaal                   | Totaal       | 32                               | 16                               | 8                                | 4                                | 2                                | 2                                |

## Groepsfase
Puntentelling

Kampioen
Tweede plek
Derde plek
Vierde plek
Kwartfinale
Achtste finale
Groepsfase

De groepen spelen in een halve competitie, waarbij elk land eenmaal tegen elk ander land uit zijn eigen groep speelt. Volgens het driepuntensysteem krijgt een land drie punten voor een zege, een voor een gelijkspel en nul voor een nederlaag. De eerste twee landen uit elke groep gaan door naar de volgende ronde.
Beslissingscriteria
Wanneer teams na het beëindigen van de groepsfase met evenveel punten eindigen, wordt een aantal opeenvolgende criteria doorlopen tot een verschil wordt gevonden en men de twee ploegen kan ordenen:
1. Het doelpuntensaldo over alle groepswedstrijden.
2. Meeste doelpunten gescoord in alle groepswedstrijden.

Wanneer twee of meerdere teams na deze criteria nog gelijk staan zal rangschikking bepaald worden als volgt:
1. Meeste punten in de groepswedstrijden tegen andere ploegen met gelijk aantal punten.
2. Doelpuntensaldo als resultaat van de groepswedstrijden tegen andere ploegen met gelijk aantal punten.
3. Meeste doelpunten gescoord in de groepswedstrijden tegen andere ploegen met gelijk aantal punten.
4. Wanneer teams na het toepassen van de eerste drie criteria nog steeds gelijk staan, zullen deze criteria opnieuw worden toegepast, maar nu alleen tussen de teams in kwestie.

Wanneer teams nog steeds gelijk staan, worden volgende criteria toegepast:
1. Fair Play-ranglijst (1 punt voor een losse gele kaart, 3 punten voor een rode kaart als gevolg van twee gele kaarten, 4 punten voor een directe rode kaart en 5 punten voor een gele kaart gevolgd door een directe rode kaart).
2. Lottrekking

### Groep A
| Pos. | Land          | GW | W | G | V | DV | DT | +/− | Ptn. |
| ---- | ------------- | -- | - | - | - | -- | -- | --- | ---- |
| 1    | Uruguay       | 3  | 3 | 0 | 0 | 5  | 0  | +5  | 9    |
| 2    | Rusland       | 3  | 2 | 0 | 1 | 8  | 4  | +4  | 6    |
| 3    | Saoedi-Arabië | 3  | 1 | 0 | 2 | 2  | 7  | –5  | 3    |
| 4    | Egypte        | 3  | 0 | 0 | 3 | 2  | 6  | –4  | 0    |

|                                               |                                                              |                  |               |                                                                                        |
| 14 juni 2018 «onderlinge duels» 18:00 (UTC+3) | Rusland                                                      | 5 – 0            | Saoedi-Arabië | Olympisch Stadion Loezjniki, Moskou Toeschouwers: 78.011 Scheidsrechter: Néstor Pitana |
| 14 juni 2018 «onderlinge duels» 18:00 (UTC+3) | Gazinski 12' Tsjerysjev 43', 90+1' Dzjoeba 71' Golovin 90+4' | wedstrijdverslag |               | Olympisch Stadion Loezjniki, Moskou Toeschouwers: 78.011 Scheidsrechter: Néstor Pitana |

|                                               |        |                  |             |                                                                                     |
| 15 juni 2018 «onderlinge duels» 17:00 (UTC+5) | Egypte | 0 – 1            | Uruguay     | Centraalstadion, Jekaterinenburg Toeschouwers: 27.015 Scheidsrechter: Björn Kuipers |
| 15 juni 2018 «onderlinge duels» 17:00 (UTC+5) |        | wedstrijdverslag | 89' Giménez | Centraalstadion, Jekaterinenburg Toeschouwers: 27.015 Scheidsrechter: Björn Kuipers |

|                                               |                                             |                  |                  |                                                                                         |
| 19 juni 2018 «onderlinge duels» 21:00 (UTC+3) | Rusland                                     | 3 – 1            | Egypte           | Krestovskistadion, Sint-Petersburg Toeschouwers: 64.468 Scheidsrechter: Enrique Cáceres |
| 19 juni 2018 «onderlinge duels» 21:00 (UTC+3) | Fathy 47' (e.d.) Tsjerysjev 59' Dzjoeba 62' | wedstrijdverslag | 73' (pen.) Salah | Krestovskistadion, Sint-Petersburg Toeschouwers: 64.468 Scheidsrechter: Enrique Cáceres |

|                                               |            |                  |               |                                                                                     |
| 20 juni 2018 «onderlinge duels» 18:00 (UTC+3) | Uruguay    | 1 – 0            | Saoedi-Arabië | Rostov Arena, Rostov aan de Don Toeschouwers: 42.678 Scheidsrechter: Clément Turpin |
| 20 juni 2018 «onderlinge duels» 18:00 (UTC+3) | Suárez 23' | wedstrijdverslag |               | Rostov Arena, Rostov aan de Don Toeschouwers: 42.678 Scheidsrechter: Clément Turpin |

|                                               |                                             |                  |                    |                                                                           |
| 25 juni 2018 «onderlinge duels» 18:00 (UTC+4) | Uruguay                                     | 3 – 0            | Rusland            | Cosmos Arena, Samara Toeschouwers: 41.970 Scheidsrechter: Malang Diedhiou |
| 25 juni 2018 «onderlinge duels» 18:00 (UTC+4) | Suárez 10' Tsjerysjev 23' (e.d.) Cavani 90' | wedstrijdverslag | 28', 36' Smolnikov | Cosmos Arena, Samara Toeschouwers: 41.970 Scheidsrechter: Malang Diedhiou |

|                                               |                                        |                  |           |                                                                               |
| 25 juni 2018 «onderlinge duels» 17:00 (UTC+3) | Saoedi-Arabië                          | 2 – 1            | Egypte    | Volgograd Arena, Wolgograd Toeschouwers: 36.823 Scheidsrechter: Wilmar Roldán |
| 25 juni 2018 «onderlinge duels» 17:00 (UTC+3) | Al-Faraj 45+6' (pen.) Al-Dawsari 90+5' | wedstrijdverslag | 22' Salah | Volgograd Arena, Wolgograd Toeschouwers: 36.823 Scheidsrechter: Wilmar Roldán |

### Groep B
| Pos. | Land     | GW | W | G | V | DV | DT | +/− | Ptn. |
| ---- | -------- | -- | - | - | - | -- | -- | --- | ---- |
| 1    | Spanje   | 3  | 1 | 2 | 0 | 6  | 5  | +1  | 5    |
| 2    | Portugal | 3  | 1 | 2 | 0 | 5  | 4  | +1  | 5    |
| 3    | Iran     | 3  | 1 | 1 | 1 | 2  | 2  | 0   | 4    |
| 4    | Marokko  | 3  | 0 | 1 | 2 | 2  | 4  | –2  | 1    |

|                                               |         |                  |                         |                                                                                      |
| 15 juni 2018 «onderlinge duels» 18:00 (UTC+3) | Marokko | 0 – 1            | Iran                    | Krestovskistadion, Sint-Petersburg Toeschouwers: 62.548 Scheidsrechter: Cüneyt Çakır |
| 15 juni 2018 «onderlinge duels» 18:00 (UTC+3) |         | wedstrijdverslag | 90+5' (e.d.) Bouhaddouz | Krestovskistadion, Sint-Petersburg Toeschouwers: 62.548 Scheidsrechter: Cüneyt Çakır |

|                                               |                             |                  |                          |                                                                                      |
| 15 juni 2018 «onderlinge duels» 21:00 (UTC+3) | Portugal                    | 3 – 3            | Spanje                   | Olympisch Stadion Fisjt, Sotsji Toeschouwers: 43.866 Scheidsrechter: Gianluca Rocchi |
| 15 juni 2018 «onderlinge duels» 21:00 (UTC+3) | Ronaldo 4' (pen.), 44', 88' | wedstrijdverslag | 24', 55' Costa 58' Nacho | Olympisch Stadion Fisjt, Sotsji Toeschouwers: 43.866 Scheidsrechter: Gianluca Rocchi |

|                                               |            |                  |         |                                                                                      |
| 20 juni 2018 «onderlinge duels» 15:00 (UTC+3) | Portugal   | 1 – 0            | Marokko | Olympisch Stadion Loezjniki, Moskou Toeschouwers: 78.011 Scheidsrechter: Mark Geiger |
| 20 juni 2018 «onderlinge duels» 15:00 (UTC+3) | Ronaldo 4' | wedstrijdverslag |         | Olympisch Stadion Loezjniki, Moskou Toeschouwers: 78.011 Scheidsrechter: Mark Geiger |

|                                               |      |                  |           |                                                                      |
| 20 juni 2018 «onderlinge duels» 21:00 (UTC+3) | Iran | 0 – 1            | Spanje    | Kazan Arena, Kazan Toeschouwers: 42.718 Scheidsrechter: Andrés Cunha |
| 20 juni 2018 «onderlinge duels» 21:00 (UTC+3) |      | wedstrijdverslag | 54' Costa | Kazan Arena, Kazan Toeschouwers: 42.718 Scheidsrechter: Andrés Cunha |

|                                               |                         |                  |              |                                                                              |
| 25 juni 2018 «onderlinge duels» 21:00 (UTC+3) | Iran                    | 1 – 1            | Portugal     | Mordovia Arena, Saransk Toeschouwers: 41.685 Scheidsrechter: Enrique Cáceres |
| 25 juni 2018 «onderlinge duels» 21:00 (UTC+3) | Ansarifard 90+3' (pen.) | wedstrijdverslag | 45' Quaresma | Mordovia Arena, Saransk Toeschouwers: 41.685 Scheidsrechter: Enrique Cáceres |

|                                               |                      |                  |                           |                                                                                 |
| 25 juni 2018 «onderlinge duels» 20:00 (UTC+2) | Spanje               | 2 – 2            | Marokko                   | Arena Baltika, Kaliningrad Toeschouwers: 33.973 Scheidsrechter: Ravshan Irmatov |
| 25 juni 2018 «onderlinge duels» 20:00 (UTC+2) | Isco 19' Aspas 90+1' | wedstrijdverslag | 14' Boutaïb 81' En-Nesyri | Arena Baltika, Kaliningrad Toeschouwers: 33.973 Scheidsrechter: Ravshan Irmatov |

### Groep C
| Pos. | Land       | GW | W | G | V | DV | DT | +/− | Ptn. |
| ---- | ---------- | -- | - | - | - | -- | -- | --- | ---- |
| 1    | Frankrijk  | 3  | 2 | 1 | 0 | 3  | 1  | +2  | 7    |
| 2    | Denemarken | 3  | 1 | 2 | 0 | 2  | 1  | +1  | 5    |
| 3    | Peru       | 3  | 1 | 0 | 2 | 2  | 2  | 0   | 3    |
| 4    | Australië  | 3  | 0 | 1 | 2 | 2  | 5  | –3  | 1    |

|                                               |                                        |                  |                    |                                                                      |
| 16 juni 2018 «onderlinge duels» 13:00 (UTC+3) | Frankrijk                              | 2 – 1            | Australië          | Kazan Arena, Kazan Toeschouwers: 41.279 Scheidsrechter: Andrés Cunha |
| 16 juni 2018 «onderlinge duels» 13:00 (UTC+3) | Griezmann 58' (pen.) Behich 81' (e.d.) | wedstrijdverslag | 62' (pen.) Jedinak | Kazan Arena, Kazan Toeschouwers: 41.279 Scheidsrechter: Andrés Cunha |

|                                               |      |                  |             |                                                                             |
| 16 juni 2018 «onderlinge duels» 19:00 (UTC+3) | Peru | 0 – 1            | Denemarken  | Mordovia Arena, Saransk Toeschouwers: 40.052 Scheidsrechter: Bakary Gassama |
| 16 juni 2018 «onderlinge duels» 19:00 (UTC+3) |      | wedstrijdverslag | 59' Poulsen | Mordovia Arena, Saransk Toeschouwers: 40.052 Scheidsrechter: Bakary Gassama |

|                                               |            |                  |                    |                                                                               |
| 21 juni 2018 «onderlinge duels» 16:00 (UTC+4) | Denemarken | 1 – 1            | Australië          | Cosmos Arena, Samara Toeschouwers: 40.727 Scheidsrechter: Antonio Mateu Lahoz |
| 21 juni 2018 «onderlinge duels» 16:00 (UTC+4) | Eriksen 7' | wedstrijdverslag | 38' (pen.) Jedinak | Cosmos Arena, Samara Toeschouwers: 40.727 Scheidsrechter: Antonio Mateu Lahoz |

|                                               |            |                  |      |                                                                                                |
| 21 juni 2018 «onderlinge duels» 20:00 (UTC+5) | Frankrijk  | 1 – 0            | Peru | Centraalstadion, Jekaterinenburg Toeschouwers: 32.789 Scheidsrechter: Mohammed Abdulla Mohamed |
| 21 juni 2018 «onderlinge duels» 20:00 (UTC+5) | Mbappé 34' | wedstrijdverslag |      | Centraalstadion, Jekaterinenburg Toeschouwers: 32.789 Scheidsrechter: Mohammed Abdulla Mohamed |

|                                               |                  |       |           |                                                                                       |
| 26 juni 2018 «onderlinge duels» 17:00 (UTC+3) | Denemarken       | 0 – 0 | Frankrijk | Olympisch Stadion Loezjniki, Moskou Toeschouwers: 78.011 Scheidsrechter: Sandro Ricci |
| 26 juni 2018 «onderlinge duels» 17:00 (UTC+3) | wedstrijdverslag |       |           | Olympisch Stadion Loezjniki, Moskou Toeschouwers: 78.011 Scheidsrechter: Sandro Ricci |

|                                               |           |                  |                           |                                                                                      |
| 26 juni 2018 «onderlinge duels» 17:00 (UTC+3) | Australië | 0 – 2            | Peru                      | Olympisch Stadion Fisjt, Sotsji Toeschouwers: 44.073 Scheidsrechter: Sergej Karasjov |
| 26 juni 2018 «onderlinge duels» 17:00 (UTC+3) |           | wedstrijdverslag | 18' Carrillo 50' Guerrero | Olympisch Stadion Fisjt, Sotsji Toeschouwers: 44.073 Scheidsrechter: Sergej Karasjov |

### Groep D
Voor de vijfde maal op zes WK-deelnames, en voor het derde WK op een rij, treffen Nigeria en Argentinië elkaar in de groepsfase. Net als in 1994, 2002, 2010 en 2014 spelen de Super Eagles en La Albiceleste tegen elkaar. De vorige vier confrontaties werden alle door Argentinië gewonnen.
| Pos. | Land       | GW | W | G | V | DV | DT | +/− | Ptn. |
| ---- | ---------- | -- | - | - | - | -- | -- | --- | ---- |
| 1    | Kroatië    | 3  | 3 | 0 | 0 | 7  | 1  | +6  | 9    |
| 2    | Argentinië | 3  | 1 | 1 | 1 | 3  | 5  | –2  | 4    |
| 3    | Nigeria    | 3  | 1 | 0 | 2 | 3  | 4  | –1  | 3    |
| 4    | IJsland    | 3  | 0 | 1 | 2 | 2  | 5  | –3  | 1    |

|                                               |            |                  |                 |                                                                                |
| 16 juni 2018 «onderlinge duels» 16:00 (UTC+3) | Argentinië | 1 – 1            | IJsland         | Otkrytieje Arena, Moskou Toeschouwers: 44.190 Scheidsrechter: Szymon Marciniak |
| 16 juni 2018 «onderlinge duels» 16:00 (UTC+3) | Agüero 19' | wedstrijdverslag | 23' Finnbogason | Otkrytieje Arena, Moskou Toeschouwers: 44.190 Scheidsrechter: Szymon Marciniak |

|                                               |                                    |                  |         |                                                                              |
| 16 juni 2018 «onderlinge duels» 21:00 (UTC+2) | Kroatië                            | 2 – 0            | Nigeria | Arena Baltika, Kaliningrad Toeschouwers: 31.136 Scheidsrechter: Sandro Ricci |
| 16 juni 2018 «onderlinge duels» 21:00 (UTC+2) | Etebo 32' (e.d.) Modrić 71' (pen.) | wedstrijdverslag |         | Arena Baltika, Kaliningrad Toeschouwers: 31.136 Scheidsrechter: Sandro Ricci |

|                                               |            |                  |                                    |                                                                                               |
| 21 juni 2018 «onderlinge duels» 21:00 (UTC+3) | Argentinië | 0 – 3            | Kroatië                            | Stadion Nizjni Novgorod, Nizjni Novgorod Toeschouwers: 43.319 Scheidsrechter: Ravshan Irmatov |
| 21 juni 2018 «onderlinge duels» 21:00 (UTC+3) |            | wedstrijdverslag | 53' Rebić 80' Modrić 90+1' Rakitić | Stadion Nizjni Novgorod, Nizjni Novgorod Toeschouwers: 43.319 Scheidsrechter: Ravshan Irmatov |

|                                               |               |                  |         |                                                                                |
| 22 juni 2018 «onderlinge duels» 18:00 (UTC+3) | Nigeria       | 2 – 0            | IJsland | Volgograd Arena, Wolgograd Toeschouwers: 40.904 Scheidsrechter: Matthew Conger |
| 22 juni 2018 «onderlinge duels» 18:00 (UTC+3) | Musa 49', 75' | wedstrijdverslag |         | Volgograd Arena, Wolgograd Toeschouwers: 40.904 Scheidsrechter: Matthew Conger |

|                                               |                  |                  |                    |                                                                                      |
| 26 juni 2018 «onderlinge duels» 21:00 (UTC+3) | Nigeria          | 1 – 2            | Argentinië         | Krestovskistadion, Sint-Petersburg Toeschouwers: 64.468 Scheidsrechter: Cüneyt Çakır |
| 26 juni 2018 «onderlinge duels» 21:00 (UTC+3) | Moses 51' (pen.) | wedstrijdverslag | 14' Messi 86' Rojo | Krestovskistadion, Sint-Petersburg Toeschouwers: 64.468 Scheidsrechter: Cüneyt Çakır |

|                                               |                       |                  |                        |                                                                                          |
| 26 juni 2018 «onderlinge duels» 21:00 (UTC+3) | IJsland               | 1 – 2            | Kroatië                | Rostov Arena, Rostov aan de Don Toeschouwers: 43.472 Scheidsrechter: Antonio Mateu Lahoz |
| 26 juni 2018 «onderlinge duels» 21:00 (UTC+3) | Sigurðsson 76' (pen.) | wedstrijdverslag | 53' Badelj 90' Perišić | Rostov Arena, Rostov aan de Don Toeschouwers: 43.472 Scheidsrechter: Antonio Mateu Lahoz |

### Groep E
| Pos. | Land        | GW | W | G | V | DV | DT | +/− | Ptn. |
| ---- | ----------- | -- | - | - | - | -- | -- | --- | ---- |
| 1    | Brazilië    | 3  | 2 | 1 | 0 | 5  | 1  | +4  | 7    |
| 2    | Zwitserland | 3  | 1 | 2 | 0 | 5  | 4  | +1  | 5    |
| 3    | Servië      | 3  | 1 | 0 | 2 | 2  | 4  | –2  | 3    |
| 4    | Costa Rica  | 3  | 0 | 1 | 2 | 2  | 5  | –3  | 1    |

|                                               |            |                  |             |                                                                           |
| 17 juni 2018 «onderlinge duels» 16:00 (UTC+4) | Costa Rica | 0 – 1            | Servië      | Cosmos Arena, Samara Toeschouwers: 41.432 Scheidsrechter: Malang Diedhiou |
| 17 juni 2018 «onderlinge duels» 16:00 (UTC+4) |            | wedstrijdverslag | 56' Kolarov | Cosmos Arena, Samara Toeschouwers: 41.432 Scheidsrechter: Malang Diedhiou |

|                                               |              |                  |             |                                                                                         |
| 17 juni 2018 «onderlinge duels» 21:00 (UTC+3) | Brazilië     | 1 – 1            | Zwitserland | Rostov Arena, Rostov aan de Don Toeschouwers: 43.109 Scheidsrechter: César Arturo Ramos |
| 17 juni 2018 «onderlinge duels» 21:00 (UTC+3) | Coutinho 20' | wedstrijdverslag | 50' Zuber   | Rostov Arena, Rostov aan de Don Toeschouwers: 43.109 Scheidsrechter: César Arturo Ramos |

|                                               |                             |                  |            |                                                                                       |
| 22 juni 2018 «onderlinge duels» 15:00 (UTC+3) | Brazilië                    | 2 – 0            | Costa Rica | Krestovskistadion, Sint-Petersburg Toeschouwers: 64.468 Scheidsrechter: Björn Kuipers |
| 22 juni 2018 «onderlinge duels» 15:00 (UTC+3) | Coutinho 90+1' Neymar 90+7' | wedstrijdverslag |            | Krestovskistadion, Sint-Petersburg Toeschouwers: 64.468 Scheidsrechter: Björn Kuipers |

|                                               |                |                  |                       |                                                                             |
| 22 juni 2018 «onderlinge duels» 20:00 (UTC+2) | Servië         | 1 – 2            | Zwitserland           | Arena Baltika, Kaliningrad Toeschouwers: 33.167 Scheidsrechter: Felix Brych |
| 22 juni 2018 «onderlinge duels» 20:00 (UTC+2) | A. Mitrović 5' | wedstrijdverslag | 52' Xhaka 90' Shaqiri | Arena Baltika, Kaliningrad Toeschouwers: 33.167 Scheidsrechter: Felix Brych |

|                                               |        |                  |                               |                                                                               |
| 27 juni 2018 «onderlinge duels» 21:00 (UTC+3) | Servië | 0 – 2            | Brazilië                      | Otkrytieje Arena, Moskou Toeschouwers: 44.190 Scheidsrechter: Alireza Faghani |
| 27 juni 2018 «onderlinge duels» 21:00 (UTC+3) |        | wedstrijdverslag | 36' Paulinho 68' Thiago Silva | Otkrytieje Arena, Moskou Toeschouwers: 44.190 Scheidsrechter: Alireza Faghani |

|                                               |                        |                  |                                |                                                                                              |
| 27 juni 2018 «onderlinge duels» 21:00 (UTC+3) | Zwitserland            | 2 – 2            | Costa Rica                     | Stadion Nizjni Novgorod, Nizjni Novgorod Toeschouwers: 43.319 Scheidsrechter: Clément Turpin |
| 27 juni 2018 «onderlinge duels» 21:00 (UTC+3) | Džemaili 31' Drmić 88' | wedstrijdverslag | 56' Waston 90+3' (e.d.) Sommer | Stadion Nizjni Novgorod, Nizjni Novgorod Toeschouwers: 43.319 Scheidsrechter: Clément Turpin |

### Groep F
| Pos. | Land       | GW | W | G | V | DV | DT | +/− | Ptn. |
| ---- | ---------- | -- | - | - | - | -- | -- | --- | ---- |
| 1    | Zweden     | 3  | 2 | 0 | 1 | 5  | 2  | +3  | 6    |
| 2    | Mexico     | 3  | 2 | 0 | 1 | 3  | 4  | –1  | 6    |
| 3    | Zuid-Korea | 3  | 1 | 0 | 2 | 3  | 3  | 0   | 3    |
| 4    | Duitsland  | 3  | 1 | 0 | 2 | 2  | 4  | –2  | 3    |

|                                               |           |                  |            |                                                                                          |
| 17 juni 2018 «onderlinge duels» 18:00 (UTC+3) | Duitsland | 0 – 1            | Mexico     | Olympisch Stadion Loezjniki, Moskou Toeschouwers: 78.011 Scheidsrechter: Alireza Faghani |
| 17 juni 2018 «onderlinge duels» 18:00 (UTC+3) |           | wedstrijdverslag | 35' Lozano | Olympisch Stadion Loezjniki, Moskou Toeschouwers: 78.011 Scheidsrechter: Alireza Faghani |

|                                               |                      |                  |            |                                                                                            |
| 18 juni 2018 «onderlinge duels» 15:00 (UTC+3) | Zweden               | 1 – 0            | Zuid-Korea | Stadion Nizjni Novgorod, Nizjni Novgorod Toeschouwers: 42.300 Scheidsrechter: Joel Aguilar |
| 18 juni 2018 «onderlinge duels» 15:00 (UTC+3) | Granqvist 65' (pen.) | wedstrijdverslag |            | Stadion Nizjni Novgorod, Nizjni Novgorod Toeschouwers: 42.300 Scheidsrechter: Joel Aguilar |

|                                               |                     |                  |                               |                                                                                    |
| 23 juni 2018 «onderlinge duels» 18:00 (UTC+3) | Zuid-Korea          | 1 – 2            | Mexico                        | Rostov Arena, Rostov aan de Don Toeschouwers: 43.472 Scheidsrechter: Milorad Mažić |
| 23 juni 2018 «onderlinge duels» 18:00 (UTC+3) | Son Heung-min 90+3' | wedstrijdverslag | 26' (pen.) Vela 66' Hernández | Rostov Arena, Rostov aan de Don Toeschouwers: 43.472 Scheidsrechter: Milorad Mažić |

|                                               |                                       |                  |              |                                                                                       |
| 23 juni 2018 «onderlinge duels» 21:00 (UTC+3) | Duitsland                             | 2 – 1            | Zweden       | Olympisch Stadion Fisjt, Sotsji Toeschouwers: 44.287 Scheidsrechter: Szymon Marciniak |
| 23 juni 2018 «onderlinge duels» 21:00 (UTC+3) | Reus 48' Boateng 71', 82' Kroos 90+5' | wedstrijdverslag | 32' Toivonen | Olympisch Stadion Fisjt, Sotsji Toeschouwers: 44.287 Scheidsrechter: Szymon Marciniak |

|                                               |                                          |                  |           |                                                                     |
| 27 juni 2018 «onderlinge duels» 17:00 (UTC+3) | Zuid-Korea                               | 2 – 0            | Duitsland | Kazan Arena, Kazan Toeschouwers: 41.385 Scheidsrechter: Mark Geiger |
| 27 juni 2018 «onderlinge duels» 17:00 (UTC+3) | Kim Young-gwon 90+3' Son Heung-min 90+6' | wedstrijdverslag |           | Kazan Arena, Kazan Toeschouwers: 41.385 Scheidsrechter: Mark Geiger |

|                                               |        |                  |                                                          |                                                                                     |
| 27 juni 2018 «onderlinge duels» 19:00 (UTC+5) | Mexico | 0 – 3            | Zweden                                                   | Centraalstadion, Jekaterinenburg Toeschouwers: 33.061 Scheidsrechter: Néstor Pitana |
| 27 juni 2018 «onderlinge duels» 19:00 (UTC+5) |        | wedstrijdverslag | 50' Augustinsson 62' (pen.) Granqvist 74' (e.d.) Álvarez | Centraalstadion, Jekaterinenburg Toeschouwers: 33.061 Scheidsrechter: Néstor Pitana |

### Groep G
| Pos. | Land     | GW | W | G | V | DV | DT | +/− | Ptn. |
| ---- | -------- | -- | - | - | - | -- | -- | --- | ---- |
| 1    | België   | 3  | 3 | 0 | 0 | 9  | 2  | +7  | 9    |
| 2    | Engeland | 3  | 2 | 0 | 1 | 8  | 3  | +5  | 6    |
| 3    | Tunesië  | 3  | 1 | 0 | 2 | 5  | 8  | –3  | 3    |
| 4    | Panama   | 3  | 0 | 0 | 3 | 2  | 11 | –9  | 0    |

|                                               |                                |                  |        |                                                                                    |
| 18 juni 2018 «onderlinge duels» 18:00 (UTC+3) | België                         | 3 – 0            | Panama | Olympisch Stadion Fisjt, Sotsji Toeschouwers: 43.257 Scheidsrechter: Janny Sikazwe |
| 18 juni 2018 «onderlinge duels» 18:00 (UTC+3) | Mertens 47' R. Lukaku 69', 75' | wedstrijdverslag |        | Olympisch Stadion Fisjt, Sotsji Toeschouwers: 43.257 Scheidsrechter: Janny Sikazwe |

|                                               |                  |                  |                 |                                                                               |
| 18 juni 2018 «onderlinge duels» 21:00 (UTC+3) | Tunesië          | 1 – 2            | Engeland        | Volgograd Arena, Wolgograd Toeschouwers: 41.064 Scheidsrechter: Wilmar Roldán |
| 18 juni 2018 «onderlinge duels» 21:00 (UTC+3) | Sassi 35' (pen.) | wedstrijdverslag | 11', 90+1' Kane | Volgograd Arena, Wolgograd Toeschouwers: 41.064 Scheidsrechter: Wilmar Roldán |

|                                               |                                                             |                  |                        |                                                                            |
| 23 juni 2018 «onderlinge duels» 15:00 (UTC+3) | België                                                      | 5 – 2            | Tunesië                | Otkrytieje Arena, Moskou Toeschouwers: 44.190 Scheidsrechter: Jair Marrufo |
| 23 juni 2018 «onderlinge duels» 15:00 (UTC+3) | E. Hazard 6' (pen.), 51' R. Lukaku 16', 45+3' Batshuayi 90' | wedstrijdverslag | 18' Bronn 90+3' Khazri | Otkrytieje Arena, Moskou Toeschouwers: 44.190 Scheidsrechter: Jair Marrufo |

|                                               |                                                               |                  |           |                                                                                            |
| 24 juni 2018 «onderlinge duels» 15:00 (UTC+3) | Engeland                                                      | 6 – 1            | Panama    | Stadion Nizjni Novgorod, Nizjni Novgorod Toeschouwers: 43.319 Scheidsrechter: Gehad Grisha |
| 24 juni 2018 «onderlinge duels» 15:00 (UTC+3) | Stones 8', 40' Kane 22' (pen.), 45+1' (pen.), 62' Lingard 36' | wedstrijdverslag | 78' Baloy | Stadion Nizjni Novgorod, Nizjni Novgorod Toeschouwers: 43.319 Scheidsrechter: Gehad Grisha |

|                                               |          |                  |             |                                                                               |
| 28 juni 2018 «onderlinge duels» 20:00 (UTC+2) | Engeland | 0 – 1            | België      | Arena Baltika, Kaliningrad Toeschouwers: 33.973 Scheidsrechter: Damir Skomina |
| 28 juni 2018 «onderlinge duels» 20:00 (UTC+2) |          | wedstrijdverslag | 51' Januzaj | Arena Baltika, Kaliningrad Toeschouwers: 33.973 Scheidsrechter: Damir Skomina |

|                                               |                   |                  |                               |                                                                              |
| 28 juni 2018 «onderlinge duels» 21:00 (UTC+3) | Panama            | 1 – 2            | Tunesië                       | Mordovia Arena, Saransk Toeschouwers: 37.168 Scheidsrechter: Nawaf Shukralla |
| 28 juni 2018 «onderlinge duels» 21:00 (UTC+3) | Meriah 33' (e.d.) | wedstrijdverslag | 51' F. Ben Youssef 66' Khazri | Mordovia Arena, Saransk Toeschouwers: 37.168 Scheidsrechter: Nawaf Shukralla |

### Groep H
| Pos. | Land     | GW | W | G | V | DV | DT | +/− | Ptn. |
| ---- | -------- | -- | - | - | - | -- | -- | --- | ---- |
| 1    | Colombia | 3  | 2 | 0 | 1 | 5  | 2  | +3  | 6    |
| 2    | Japan    | 3  | 1 | 1 | 1 | 4  | 4  | 0   | 4    |
| 3    | Senegal  | 3  | 1 | 1 | 1 | 4  | 4  | 0   | 4    |
| 4    | Polen    | 3  | 1 | 0 | 2 | 2  | 5  | –3  | 3    |

|                                               |                            |                  |                            |                                                                            |
| 19 juni 2018 «onderlinge duels» 15:00 (UTC+3) | Colombia                   | 1 – 2            | Japan                      | Mordovia Arena, Saransk Toeschouwers: 40.842 Scheidsrechter: Damir Skomina |
| 19 juni 2018 «onderlinge duels» 15:00 (UTC+3) | C. Sánchez 3' Quintero 39' | wedstrijdverslag | 6' (pen.) Kagawa 73' Osako | Mordovia Arena, Saransk Toeschouwers: 40.842 Scheidsrechter: Damir Skomina |

Opmerking: Sánchez heeft de op een na snelste rode kaart op een WK ooit gekregen.
|                                               |                |                  |                             |                                                                               |
| 19 juni 2018 «onderlinge duels» 18:00 (UTC+3) | Polen          | 1 – 2            | Senegal                     | Otkrytieje Arena, Moskou Toeschouwers: 44.190 Scheidsrechter: Nawaf Shukralla |
| 19 juni 2018 «onderlinge duels» 18:00 (UTC+3) | Krychowiak 86' | wedstrijdverslag | 37' (e.d.) Cionek 60' Niang | Otkrytieje Arena, Moskou Toeschouwers: 44.190 Scheidsrechter: Nawaf Shukralla |

|                                               |                    |                  |                    |                                                                                       |
| 24 juni 2018 «onderlinge duels» 20:00 (UTC+5) | Japan              | 2 – 2            | Senegal            | Centraalstadion, Jekaterinenburg Toeschouwers: 32.572 Scheidsrechter: Gianluca Rocchi |
| 24 juni 2018 «onderlinge duels» 20:00 (UTC+5) | Inui 34' Honda 78' | wedstrijdverslag | 11' Mané 71' Wagué | Centraalstadion, Jekaterinenburg Toeschouwers: 32.572 Scheidsrechter: Gianluca Rocchi |

|                                               |       |                  |                                      |                                                                            |
| 24 juni 2018 «onderlinge duels» 21:00 (UTC+3) | Polen | 0 – 3            | Colombia                             | Kazan Arena, Kazan Toeschouwers: 42.873 Scheidsrechter: César Arturo Ramos |
| 24 juni 2018 «onderlinge duels» 21:00 (UTC+3) |       | wedstrijdverslag | 40' Mina 70' Falcao 75' Ju. Cuadrado | Kazan Arena, Kazan Toeschouwers: 42.873 Scheidsrechter: César Arturo Ramos |

|                                               |       |                  |              |                                                                               |
| 28 juni 2018 «onderlinge duels» 17:00 (UTC+3) | Japan | 0 – 1            | Polen        | Volgograd Arena, Wolgograd Toeschouwers: 42.189 Scheidsrechter: Janny Sikazwe |
| 28 juni 2018 «onderlinge duels» 17:00 (UTC+3) |       | wedstrijdverslag | 59' Bednarek | Volgograd Arena, Wolgograd Toeschouwers: 42.189 Scheidsrechter: Janny Sikazwe |

|                                               |         |                  |          |                                                                         |
| 28 juni 2018 «onderlinge duels» 18:00 (UTC+4) | Senegal | 0 – 1            | Colombia | Cosmos Arena, Samara Toeschouwers: 41.970 Scheidsrechter: Milorad Mažić |
| 28 juni 2018 «onderlinge duels» 18:00 (UTC+4) |         | wedstrijdverslag | 74' Mina | Cosmos Arena, Samara Toeschouwers: 41.970 Scheidsrechter: Milorad Mažić |

## Knock-outfase
|  | Achtste finales                      | Achtste finales                  |                                       |       | Kwartfinales | Kwartfinales |                             |                             | Halve finales | Halve finales |  |  | Finale | Finale |
|  |                                      |                                  |                                       |       |              |              |                             |                             |               |               |  |  |        |        |
|  | 30 juni – Olympisch Stadion Fisjt    |                                  |                                       |       |              |              |                             |                             |               |               |  |  |        |        |
|  |                                      |                                  |                                       |       |              |              |                             |                             |               |               |  |  |        |        |
|  | Uruguay                              | 2                                |                                       |       |              |              |                             |                             |               |               |  |  |        |        |
|  | Uruguay                              | 2                                | 6 juli – Stadion Nizjni Novgorod      |       |              |              |                             |                             |               |               |  |  |        |        |
|  | Portugal                             | 1                                |                                       |       |              |              |                             |                             |               |               |  |  |        |        |
|  | Portugal                             | 1                                | Uruguay                               | 0     |              |              |                             |                             |               |               |  |  |        |        |
|  | 30 juni – Ak Bars Arena              |                                  | Uruguay                               | 0     |              |              |                             |                             |               |               |  |  |        |        |
|  |                                      | Frankrijk                        | 2                                     |       |              |              |                             |                             |               |               |  |  |        |        |
|  | Frankrijk                            | Frankrijk                        | 2                                     | 4     |              |              |                             |                             |               |               |  |  |        |        |
|  | Frankrijk                            |                                  | 10 juli – Krestovskistadion           | 4     |              |              |                             |                             |               |               |  |  |        |        |
|  | Argentinië                           | 3                                |                                       |       |              |              |                             |                             |               |               |  |  |        |        |
|  | Argentinië                           | 3                                | Frankrijk                             | 1     |              |              |                             |                             |               |               |  |  |        |        |
|  | 2 juli – Cosmos Arena                |                                  | Frankrijk                             | 1     |              |              |                             |                             |               |               |  |  |        |        |
|  |                                      | België                           | 0                                     |       |              |              |                             |                             |               |               |  |  |        |        |
|  | Brazilië                             | België                           | 0                                     | 2     |              |              |                             |                             |               |               |  |  |        |        |
|  | Brazilië                             | 6 juli – Ak Bars Arena           |                                       | 2     |              |              |                             |                             |               |               |  |  |        |        |
|  | Mexico                               | 0                                |                                       |       |              |              |                             |                             |               |               |  |  |        |        |
|  | Mexico                               | 0                                | Brazilië                              | 1     |              |              |                             |                             |               |               |  |  |        |        |
|  | 2 juli – Rostov Arena                |                                  | Brazilië                              | 1     |              |              |                             |                             |               |               |  |  |        |        |
|  |                                      | België                           | 2                                     |       |              |              |                             |                             |               |               |  |  |        |        |
|  | België                               | België                           | 2                                     | 3     |              |              |                             |                             |               |               |  |  |        |        |
|  | België                               |                                  | 15 juli – Olympisch Stadion Loezjniki | 3     |              |              |                             |                             |               |               |  |  |        |        |
|  | Japan                                | 2                                |                                       |       |              |              |                             |                             |               |               |  |  |        |        |
|  | Japan                                | 2                                | Frankrijk                             | 4     |              |              |                             |                             |               |               |  |  |        |        |
|  | 1 juli – Olympisch Stadion Loezjniki |                                  | Frankrijk                             | 4     |              |              |                             |                             |               |               |  |  |        |        |
|  |                                      | Kroatië                          | 2                                     |       |              |              |                             |                             |               |               |  |  |        |        |
|  | Spanje                               | Kroatië                          | 2                                     | 1 (3) |              |              |                             |                             |               |               |  |  |        |        |
|  | Spanje                               | 7 juli – Olympisch Stadion Fisjt |                                       | 1 (3) |              |              |                             |                             |               |               |  |  |        |        |
|  | Rusland (w.n.s.)                     | 1 (4)                            |                                       |       |              |              |                             |                             |               |               |  |  |        |        |
|  | Rusland (w.n.s.)                     | 1 (4)                            | Rusland                               | 2 (3) |              |              |                             |                             |               |               |  |  |        |        |
|  | 1 juli – Stadion Nizjni Novgorod     |                                  | Rusland                               | 2 (3) |              |              |                             |                             |               |               |  |  |        |        |
|  |                                      | Kroatië (w.n.s.)                 | 2 (4)                                 |       |              |              |                             |                             |               |               |  |  |        |        |
|  | Kroatië (w.n.s.)                     | Kroatië (w.n.s.)                 | 2 (4)                                 | 1 (3) |              |              |                             |                             |               |               |  |  |        |        |
|  | Kroatië (w.n.s.)                     |                                  | 11 juli – Olympisch Stadion Loezjniki | 1 (3) |              |              |                             |                             |               |               |  |  |        |        |
|  | Denemarken                           | 1 (2)                            |                                       |       |              |              |                             |                             |               |               |  |  |        |        |
|  | Denemarken                           | 1 (2)                            | Kroatië                               | 2     |              |              |                             |                             |               |               |  |  |        |        |
|  | 3 juli – Krestovskistadion           |                                  | Kroatië                               | 2     |              |              |                             |                             |               |               |  |  |        |        |
|  |                                      | Engeland                         | 1                                     |       | Troostfinale | Troostfinale |                             |                             |               |               |  |  |        |        |
|  | Zweden                               | Engeland                         | 1                                     | 1     | Troostfinale | Troostfinale |                             |                             |               |               |  |  |        |        |
|  | Zweden                               | 7 juli – Cosmos Arena            | 7 juli – Cosmos Arena                 | 1     |              |              | 14 juli – Krestovskistadion | 14 juli – Krestovskistadion |               |               |  |  |        |        |
|  | Zwitserland                          | 7 juli – Cosmos Arena            | 7 juli – Cosmos Arena                 | 0     |              |              | 14 juli – Krestovskistadion | 14 juli – Krestovskistadion |               |               |  |  |        |        |
|  | Zwitserland                          | Zweden                           | 0                                     | 0     | België       | 2            |                             |                             |               |               |  |  |        |        |
|  | 3 juli – Otkrytieje Arena            | Zweden                           | 0                                     |       | België       | 2            |                             |                             |               |               |  |  |        |        |
|  |                                      | Engeland                         | 2                                     |       | Engeland     | 0            |                             |                             |               |               |  |  |        |        |
|  | Colombia                             | Engeland                         | 2                                     | 1 (3) | Engeland     | 0            |                             |                             |               |               |  |  |        |        |
|  | Colombia                             |                                  |                                       | 1 (3) |              |              |                             |                             |               |               |  |  |        |        |
|  | Engeland (w.n.s.)                    | 1 (4)                            |                                       |       |              |              |                             |                             |               |               |  |  |        |        |
|  | Engeland (w.n.s.)                    | 1 (4)                            |                                       |       |              |              |                             |                             |               |               |  |  |        |        |

### Achtste finales
|                                               |                                                 |                  |                                       |                                                                         |
| 30 juni 2018 «onderlinge duels» 17:00 (UTC+3) | Frankrijk                                       | 4 – 3            | Argentinië                            | Kazan Arena, Kazan Toeschouwers: 42.873 Scheidsrechter: Alireza Faghani |
| 30 juni 2018 «onderlinge duels» 17:00 (UTC+3) | Griezmann 13' (pen.) Pavard 57' Mbappé 64', 68' | wedstrijdverslag | 41' Di María 48' Mercado 90+3' Agüero | Kazan Arena, Kazan Toeschouwers: 42.873 Scheidsrechter: Alireza Faghani |

|                                               |                |                  |          |                                                                                         |
| 30 juni 2018 «onderlinge duels» 21:00 (UTC+3) | Uruguay        | 2 – 1            | Portugal | Olympisch Stadion Fisjt, Sotsji Toeschouwers: 44.873 Scheidsrechter: César Arturo Ramos |
| 30 juni 2018 «onderlinge duels» 21:00 (UTC+3) | Cavani 7', 62' | wedstrijdverslag | 55' Pepe | Olympisch Stadion Fisjt, Sotsji Toeschouwers: 44.873 Scheidsrechter: César Arturo Ramos |

|                                              |                                |                  |                                        |                                                                                        |
| 1 juli 2018 «onderlinge duels» 17:00 (UTC+3) | Spanje                         | 1 – 1 (n.v.)     | Rusland                                | Olympisch Stadion Loezjniki, Moskou Toeschouwers: 78.011 Scheidsrechter: Björn Kuipers |
| 1 juli 2018 «onderlinge duels» 17:00 (UTC+3) | Ignasjevitsj 12' (e.d.)        | wedstrijdverslag | 41' (pen.) Dzjoeba                     | Olympisch Stadion Loezjniki, Moskou Toeschouwers: 78.011 Scheidsrechter: Björn Kuipers |
| 1 juli 2018 «onderlinge duels» 17:00 (UTC+3) | Strafschoppen                  |                  |                                        | Olympisch Stadion Loezjniki, Moskou Toeschouwers: 78.011 Scheidsrechter: Björn Kuipers |
| 1 juli 2018 «onderlinge duels» 17:00 (UTC+3) | Iniesta Piqué Koke Ramos Aspas | 3 – 4            | Smolov Ignasjevitsj Golovin Tsjerysjev | Olympisch Stadion Loezjniki, Moskou Toeschouwers: 78.011 Scheidsrechter: Björn Kuipers |

|                                              |                                        |                  |                                              |                                                                                             |
| 1 juli 2018 «onderlinge duels» 21:00 (UTC+3) | Kroatië                                | 1 – 1 (n.v.)     | Denemarken                                   | Stadion Nizjni Novgorod, Nizjni Novgorod Toeschouwers: 40.851 Scheidsrechter: Néstor Pitana |
| 1 juli 2018 «onderlinge duels» 21:00 (UTC+3) | Mandžukić 4'                           | wedstrijdverslag | 1' M. Jørgensen                              | Stadion Nizjni Novgorod, Nizjni Novgorod Toeschouwers: 40.851 Scheidsrechter: Néstor Pitana |
| 1 juli 2018 «onderlinge duels» 21:00 (UTC+3) | Strafschoppen                          |                  |                                              | Stadion Nizjni Novgorod, Nizjni Novgorod Toeschouwers: 40.851 Scheidsrechter: Néstor Pitana |
| 1 juli 2018 «onderlinge duels» 21:00 (UTC+3) | Badelj Kramarić Modrić Pivarić Rakitić | 3 – 2            | Eriksen Kjær Krohn-Dehli Schöne N. Jørgensen | Stadion Nizjni Novgorod, Nizjni Novgorod Toeschouwers: 40.851 Scheidsrechter: Néstor Pitana |

Opmerking: De beide doelpunten zijn de snelste binnen 4 minuten ooit gemaakt op een WK.
|                                              |                        |                  |        |                                                                           |
| 2 juli 2018 «onderlinge duels» 18:00 (UTC+4) | Brazilië               | 2 – 0            | Mexico | Cosmos Arena, Samara Toeschouwers: 41.970 Scheidsrechter: Gianluca Rocchi |
| 2 juli 2018 «onderlinge duels» 18:00 (UTC+4) | Neymar 51' Firmino 88' | wedstrijdverslag |        | Cosmos Arena, Samara Toeschouwers: 41.970 Scheidsrechter: Gianluca Rocchi |

|                                              |                                          |                  |                        |                                                                                      |
| 2 juli 2018 «onderlinge duels» 21:00 (UTC+3) | België                                   | 3 – 2            | Japan                  | Rostov Arena, Rostov aan de Don Toeschouwers: 41.466 Scheidsrechter: Malang Diedhiou |
| 2 juli 2018 «onderlinge duels» 21:00 (UTC+3) | Vertonghen 69' Fellaini 74' Chadli 90+4' | wedstrijdverslag | 48' Haraguchi 52' Inui | Rostov Arena, Rostov aan de Don Toeschouwers: 41.466 Scheidsrechter: Malang Diedhiou |

|                                              |              |                  |             |                                                                                       |
| 3 juli 2018 «onderlinge duels» 17:00 (UTC+3) | Zweden       | 1 – 0            | Zwitserland | Krestovskistadion, Sint-Petersburg Toeschouwers: 64.042 Scheidsrechter: Damir Skomina |
| 3 juli 2018 «onderlinge duels» 17:00 (UTC+3) | Forsberg 66' | wedstrijdverslag | 90+4' Lang  | Krestovskistadion, Sint-Petersburg Toeschouwers: 64.042 Scheidsrechter: Damir Skomina |

|                                              |                                    |                  |                                       |                                                                           |
| 3 juli 2018 «onderlinge duels» 21:00 (UTC+3) | Colombia                           | 1 – 1 (n.v.)     | Engeland                              | Otkrytieje Arena, Moskou Toeschouwers: 44.190 Scheidsrechter: Mark Geiger |
| 3 juli 2018 «onderlinge duels» 21:00 (UTC+3) | Mina 90+3'                         | wedstrijdverslag | 57' (pen.) Kane                       | Otkrytieje Arena, Moskou Toeschouwers: 44.190 Scheidsrechter: Mark Geiger |
| 3 juli 2018 «onderlinge duels» 21:00 (UTC+3) | Strafschoppen                      |                  |                                       | Otkrytieje Arena, Moskou Toeschouwers: 44.190 Scheidsrechter: Mark Geiger |
| 3 juli 2018 «onderlinge duels» 21:00 (UTC+3) | Falcao Cuadrado Muriel Uribe Bacca | 3 – 4            | Kane Rashford Henderson Trippier Dier | Otkrytieje Arena, Moskou Toeschouwers: 44.190 Scheidsrechter: Mark Geiger |

### Kwartfinales
|                                              |         |                  |                          |                                                                                             |
| 6 juli 2018 «onderlinge duels» 17:00 (UTC+3) | Uruguay | 0 – 2            | Frankrijk                | Stadion Nizjni Novgorod, Nizjni Novgorod Toeschouwers: 43.319 Scheidsrechter: Néstor Pitana |
| 6 juli 2018 «onderlinge duels» 17:00 (UTC+3) |         | wedstrijdverslag | 40' Varane 61' Griezmann | Stadion Nizjni Novgorod, Nizjni Novgorod Toeschouwers: 43.319 Scheidsrechter: Néstor Pitana |

|                                              |                    |                  |                                      |                                                                       |
| 6 juli 2018 «onderlinge duels» 21:00 (UTC+3) | Brazilië           | 1 – 2            | België                               | Kazan Arena, Kazan Toeschouwers: 42.873 Scheidsrechter: Milorad Mažić |
| 6 juli 2018 «onderlinge duels» 21:00 (UTC+3) | Renato Augusto 76' | wedstrijdverslag | 13' (e.d.) Fernandinho 31' De Bruyne | Kazan Arena, Kazan Toeschouwers: 42.873 Scheidsrechter: Milorad Mažić |

|                                              |        |                  |                      |                                                                         |
| 7 juli 2018 «onderlinge duels» 18:00 (UTC+4) | Zweden | 0 – 2            | Engeland             | Cosmos Arena, Samara Toeschouwers: 39.991 Scheidsrechter: Björn Kuipers |
| 7 juli 2018 «onderlinge duels» 18:00 (UTC+4) |        | wedstrijdverslag | 30' Maguire 59' Alli | Cosmos Arena, Samara Toeschouwers: 39.991 Scheidsrechter: Björn Kuipers |

|                                              |                                                  |                  |                                      |                                                                                   |
| 7 juli 2018 «onderlinge duels» 21:00 (UTC+3) | Rusland                                          | 2 – 2 (n.v.)     | Kroatië                              | Olympisch Stadion Fisjt, Sotsji Toeschouwers: 44.287 Scheidsrechter: Sandro Ricci |
| 7 juli 2018 «onderlinge duels» 21:00 (UTC+3) | Tsjerysjev 31' Fernandes 115'                    | wedstrijdverslag | 39' Kramarić 101' Vida               | Olympisch Stadion Fisjt, Sotsji Toeschouwers: 44.287 Scheidsrechter: Sandro Ricci |
| 7 juli 2018 «onderlinge duels» 21:00 (UTC+3) | Strafschoppen                                    |                  |                                      | Olympisch Stadion Fisjt, Sotsji Toeschouwers: 44.287 Scheidsrechter: Sandro Ricci |
| 7 juli 2018 «onderlinge duels» 21:00 (UTC+3) | Smolov Dzagojev Fernandes Ignasjevitsj Koezjajev | 3 – 4            | Brozović Kovačić Modrić Vida Rakitić | Olympisch Stadion Fisjt, Sotsji Toeschouwers: 44.287 Scheidsrechter: Sandro Ricci |

### Halve finales
|                                               |            |                  |        |                                                                                      |
| 10 juli 2018 «onderlinge duels» 21:00 (UTC+3) | Frankrijk  | 1 – 0            | België | Krestovskistadion, Sint-Petersburg Toeschouwers: 64.286 Scheidsrechter: Andrés Cunha |
| 10 juli 2018 «onderlinge duels» 21:00 (UTC+3) | Umtiti 51' | wedstrijdverslag |        | Krestovskistadion, Sint-Petersburg Toeschouwers: 64.286 Scheidsrechter: Andrés Cunha |

|                                               |                            |                  |             |                                                                                       |
| 11 juli 2018 «onderlinge duels» 21:00 (UTC+3) | Kroatië                    | 2 – 1 (n.v.)     | Engeland    | Olympisch Stadion Loezjniki, Moskou Toeschouwers: 78.011 Scheidsrechter: Cüneyt Çakır |
| 11 juli 2018 «onderlinge duels» 21:00 (UTC+3) | Perišić 68' Mandžukić 109' | wedstrijdverslag | 5' Trippier | Olympisch Stadion Loezjniki, Moskou Toeschouwers: 78.011 Scheidsrechter: Cüneyt Çakır |

### Troostfinale
|                                               |                          |                  |          |                                                                                         |
| 14 juli 2018 «onderlinge duels» 17:00 (UTC+3) | België                   | 2 – 0            | Engeland | Krestovskistadion, Sint-Petersburg Toeschouwers: 64.406 Scheidsrechter: Alireza Faghani |
| 14 juli 2018 «onderlinge duels» 17:00 (UTC+3) | Meunier 4' E. Hazard 82' | wedstrijdverslag |          | Krestovskistadion, Sint-Petersburg Toeschouwers: 64.406 Scheidsrechter: Alireza Faghani |

### Finale
|                                               |                                                                |                  |                           |                                                                                        |
| 15 juli 2018 «onderlinge duels» 18:00 (UTC+3) | Frankrijk                                                      | 4 – 2            | Kroatië                   | Olympisch Stadion Loezjniki, Moskou Toeschouwers: 78.011 Scheidsrechter: Néstor Pitana |
| 15 juli 2018 «onderlinge duels» 18:00 (UTC+3) | Mandžukić 18' (e.d.) Griezmann 38' (pen.) Pogba 59' Mbappé 65' | wedstrijdverslag | 28' Perišić 69' Mandžukić | Olympisch Stadion Loezjniki, Moskou Toeschouwers: 78.011 Scheidsrechter: Néstor Pitana |

| 2018 Wereldkampioen    |
| ---------------------- |
|                        |
| FRANKRIJK Tweede titel |

## Statistieken

### Doelpuntenmakers
6 doelpunten
- Harry Kane

4 doelpunten
| - Romelu Lukaku - Antoine Griezmann - Kylian Mbappé | - Cristiano Ronaldo - Denis Tsjerysjev |  |

3 doelpunten
| - Eden Hazard - Yerry Mina - Mario Mandžukić - Ivan Perišić | - Artjom Dzjoeba - Diego Costa - Edinson Cavani |  |

2 doelpunten
| - Sergio Agüero - Mile Jedinak - Philippe Coutinho - Neymar - Mohamed Salah | - John Stones - Takashi Inui - Luka Modrić - Ahmed Musa - Wahbi Khazri | - Luis Suárez - Son Heung-min - Andreas Granqvist |

1 doelpunt
| - Ángel Di María - Gabriel Mercado - Lionel Messi - Marcos Rojo - Michy Batshuayi - Nacer Chadli - Kevin De Bruyne - Marouane Fellaini - Adnan Januzaj - Dries Mertens - Thomas Meunier - Jan Vertonghen - Renato Augusto - Roberto Firmino - Paulinho - Thiago Silva - Juan Cuadrado - Radamel Falcao - Juan Fernando Quintero - Kendall Waston - Christian Eriksen - Mathias Jørgensen - Yussuf Poulsen - Toni Kroos - Marco Reus - Dele Alli - Jesse Lingard - Harry Maguire | - Kieran Trippier - Benjamin Pavard - Paul Pogba - Samuel Umtiti - Raphaël Varane - Alfreð Finnbogason - Gylfi Sigurðsson - Karim Ansarifard - Genki Haraguchi - Keisuke Honda - Shinji Kagawa - Yuya Osako - Milan Badelj - Andrej Kramarić - Ivan Rakitić - Ante Rebić - Domagoj Vida - Khalid Boutaïb - Youssef En-Nesyri - Javier Hernández - Hirving Lozano - Carlos Vela - Victor Moses - Felipe Baloy - André Carrillo - José Paolo Guerrero - Jan Bednarek - Grzegorz Krychowiak | - Pepe - Ricardo Quaresma - Mário Fernandes - Joeri Gazinski - Aleksandr Golovin - Salem Al-Dawsari - Salman Al-Faraj - Sadio Mané - M'Baye Niang - Moussa Wagué - Aleksandar Kolarov - Aleksandar Mitrović - Iago Aspas - Isco - Nacho - Dylan Bronn - Ferjani Sassi - Fakhreddine Ben Youssef - José María Giménez - Kim Young-gwon - Ludwig Augustinsson - Emil Forsberg - Ola Toivonen - Josip Drmić - Blerim Džemaili - Xherdan Shaqiri - Granit Xhaka - Steven Zuber |

Eigen doelpunten
| - Aziz Behich (tegen Frankrijk) - Fernandinho (tegen België) - Ahmed Fathy (tegen Rusland) - Mario Mandžukić (tegen Frankrijk) | - Aziz Bouhaddouz (tegen Iran) - Edson Álvarez (tegen Zweden) - Oghenekaro Etebo (tegen Kroatië) - Thiago Cionek (tegen Senegal) | - Sergej Ignasjevitsj (tegen Spanje) - Denis Tsjerysjev (tegen Uruguay) - Yassine Meriah (tegen Panama) - Yann Sommer (tegen Costa Rica) |

### Rode kaarten
1 rode kaart
- Carlos Sánchez
- Jérôme Boateng
- Igor Smolnikov
- Michael Lang

## Trivia
- Slechts een van de 64 duels eindigde in 0-0: de groepswedstrijd tussen Frankrijk en Denemarken. Het laatste WK met zo weinig doelpuntloze gelijke spelen was in 1954, toen er in elke wedstrijd minimaal één keer werd gescoord.[25]
- Nimmer werden zoveel eigen doelpunten gemaakt als tijdens dit WK: twaalf stuks. Het oude record dateerde uit 1998 (zes eigen goals). Rusland werd na Bulgarije (1966) het tweede team dat twee eigen doelpunten liet aantekenen op één eindronde.
- In totaal werden maar liefst 29 strafschoppen toegekend, een verbetering van het record van achttien uit 1998 en 2002. Daarvan werden er 22 benut. Elf strafschoppen werden toegekend via de VAR, van Antoine Griezmanns strafschop tegen Australië op de derde dag van het WK tot en met Griezmanns penalty tegen Kroatië in de finale.
- Slechts vier spelers kregen een rode kaart: Carlos Sánchez (Colombia), Jérôme Boateng (Duitsland), Igor Smolnikov (Rusland) en Michael Lang (Zwitserland). Tijdens het WK voetbal 2014 werden nog tien rode kaarten uitgedeeld. In 2006 werd het record gevestigd: 27 rode kaarten, waaronder vier in de achtste finale tussen Portugal en Nederland.
- Doelman Essam El-Hadary werd met 45 jaar en 161 dagen de oudste WK-speler ooit. Het oude record was in handen van Faryd Mondragón, de Colombiaanse doelman die 43 jaar en drie dagen was toen hij in actie kwam bij het WK 2014 in Brazilië.

## WK 2018 in beeld

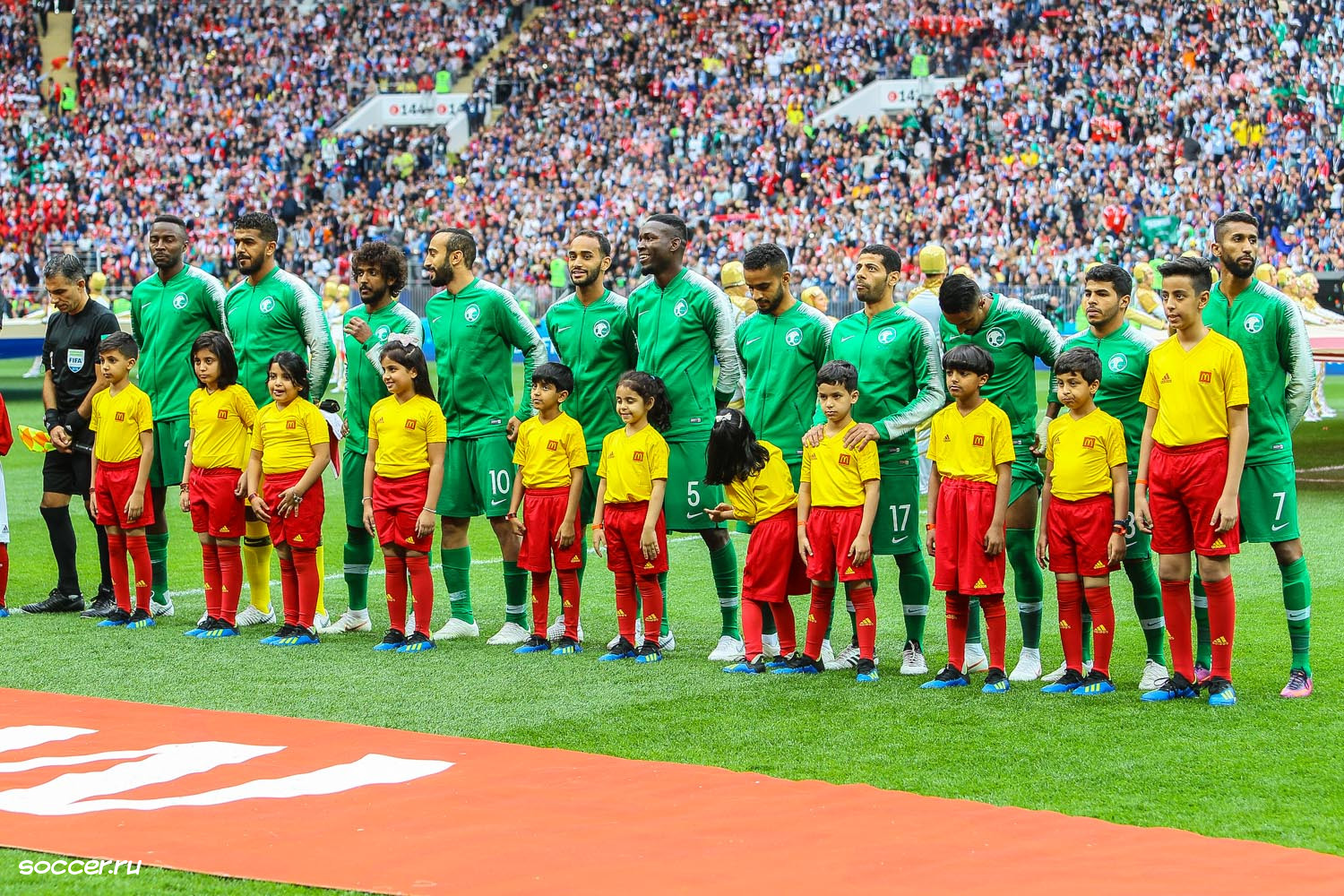
Voetbalelftal van Saoedi-Arabië (tegen Rusland)
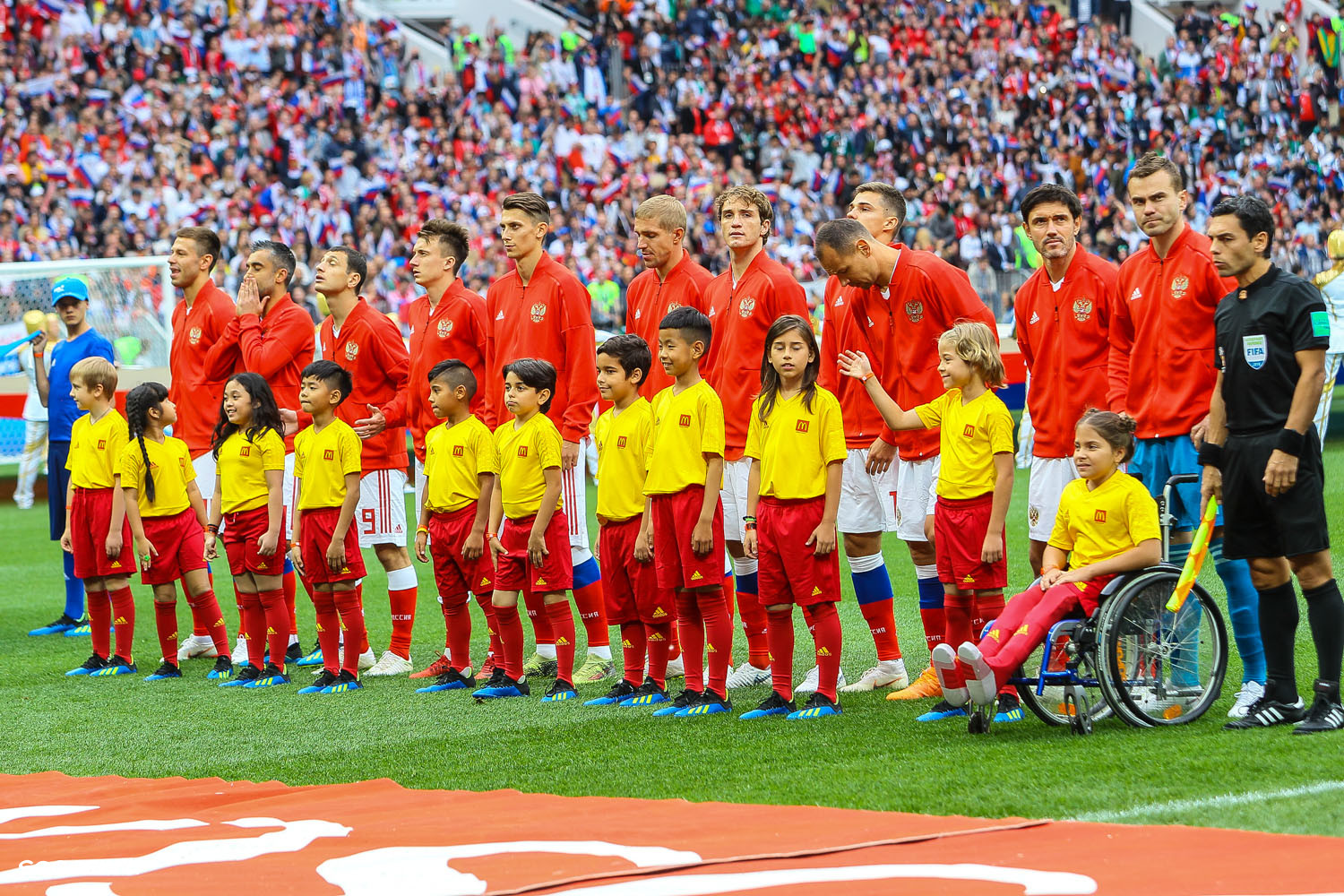
Russisch voetbalelftal (tegen Saoedi-Arabië)
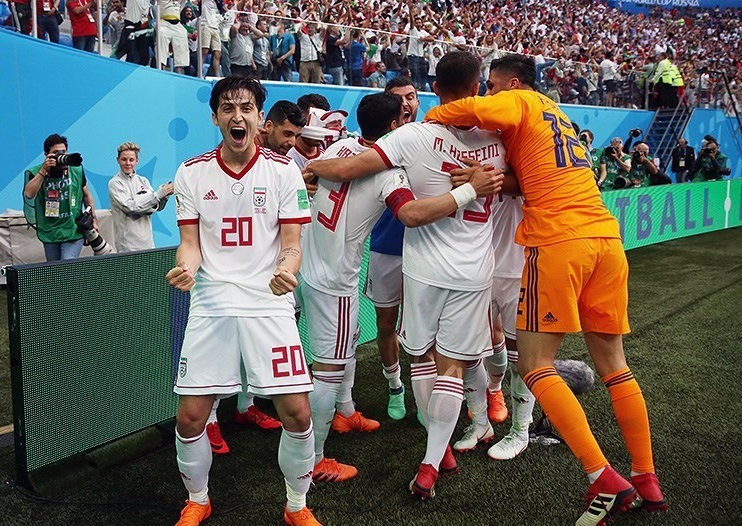
Marokko – Iran (Iran heeft gescoord)
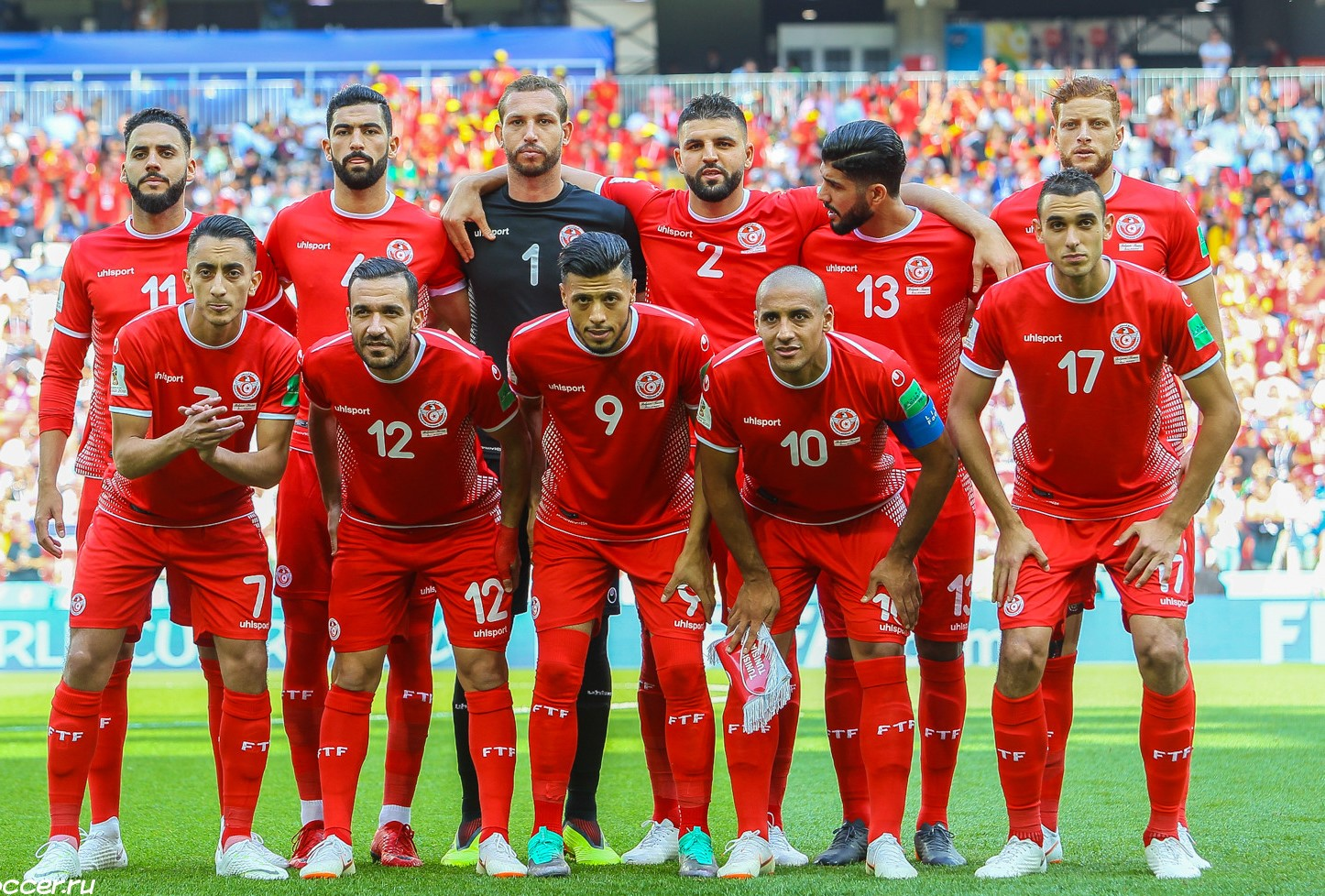
Tunesisch voetbalelftal (tegen België)
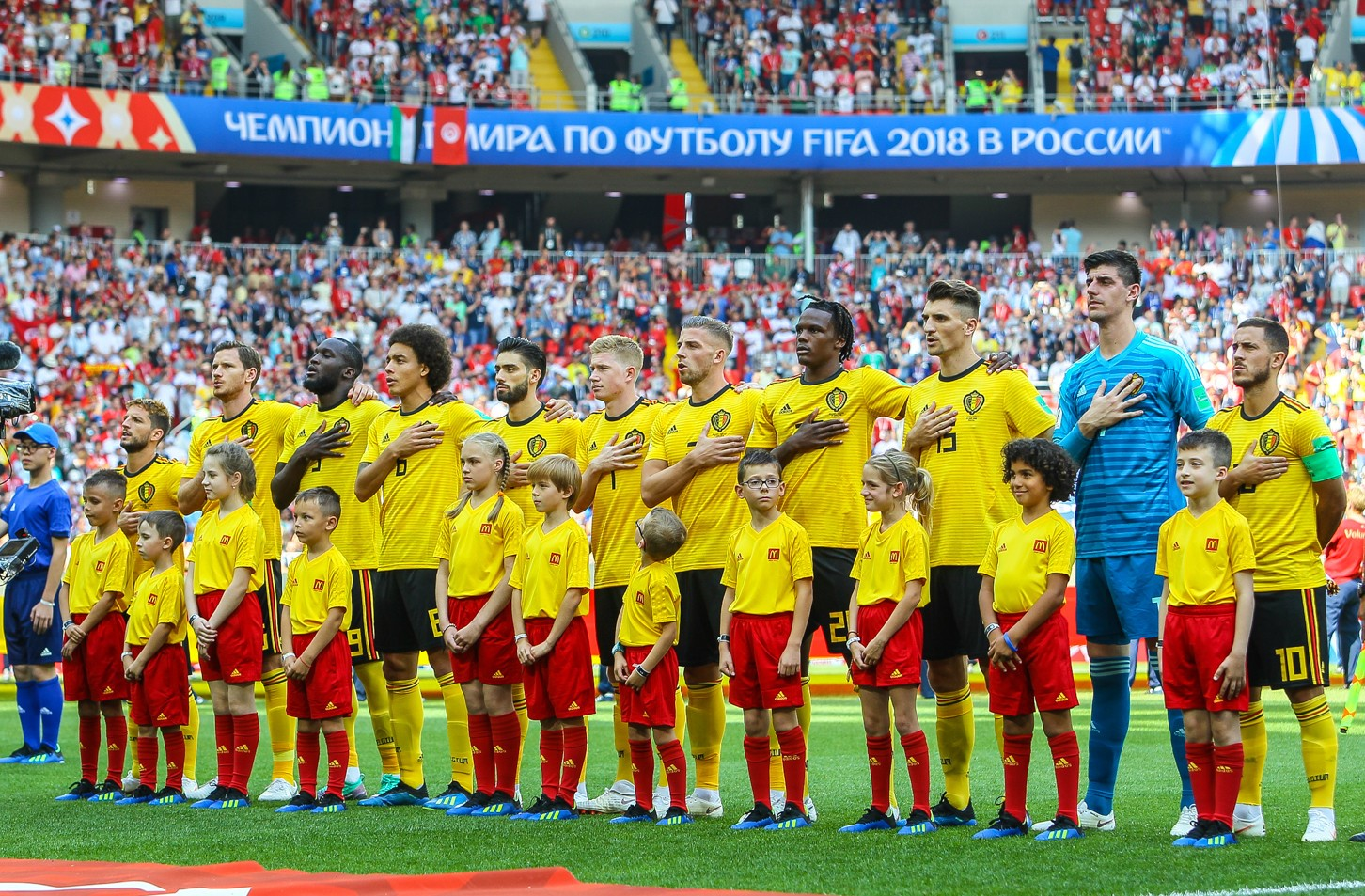
Belgisch voetbalelftal (tegen Tunesië)
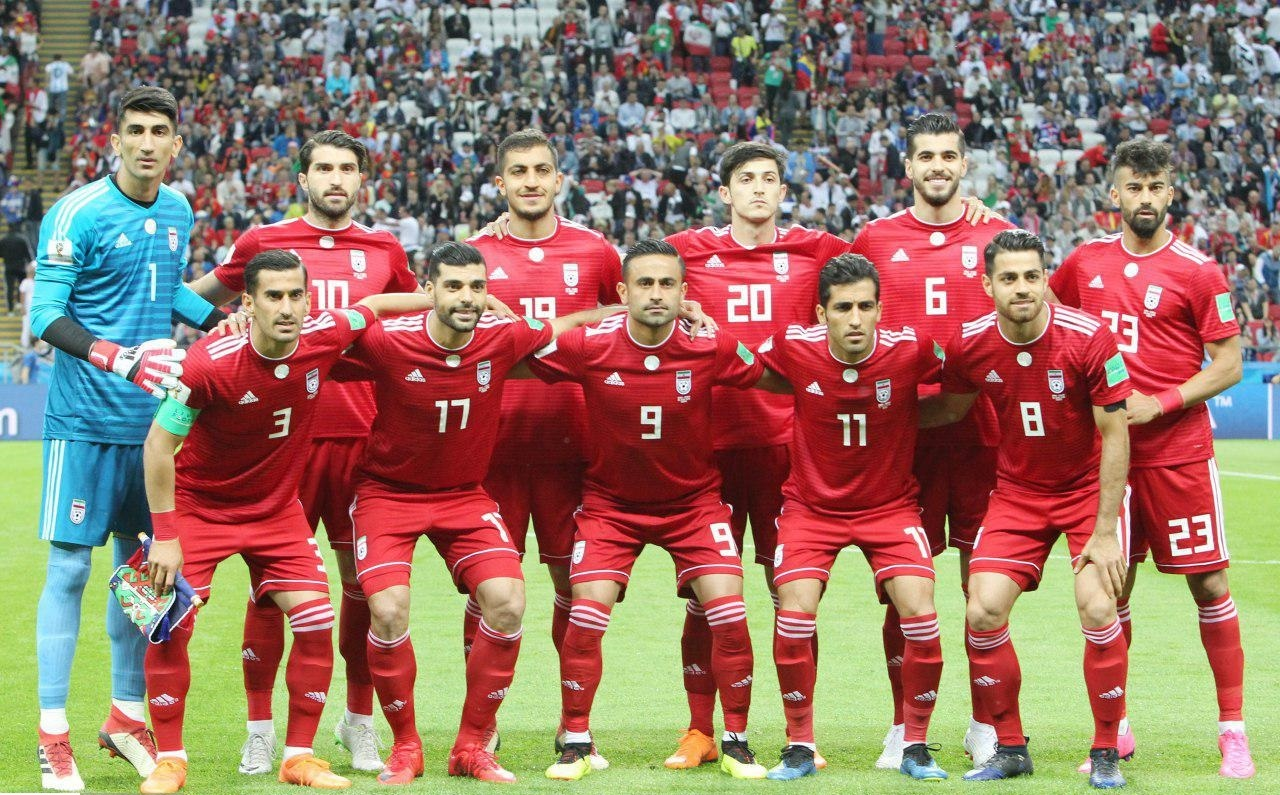
Iraans voetbalelftal (tegen Spanje)
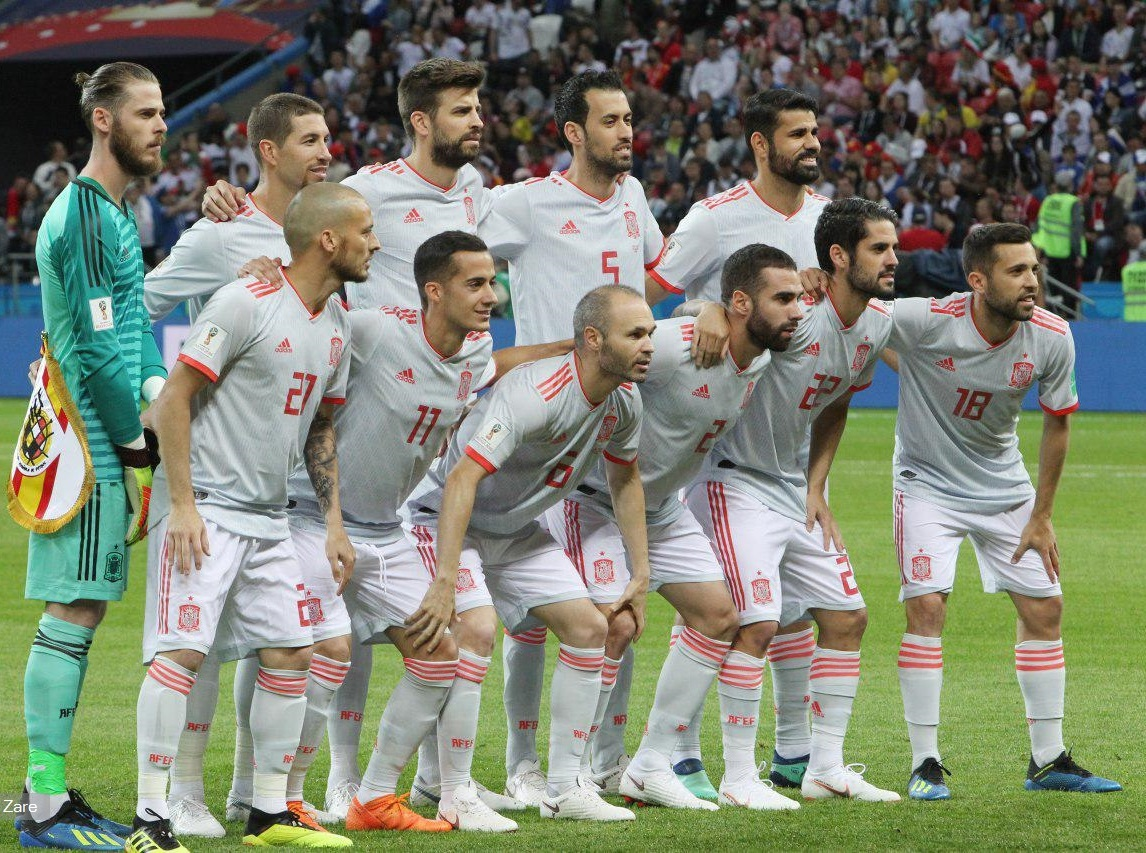
Spaans voetbalelftal (tegen Iran)
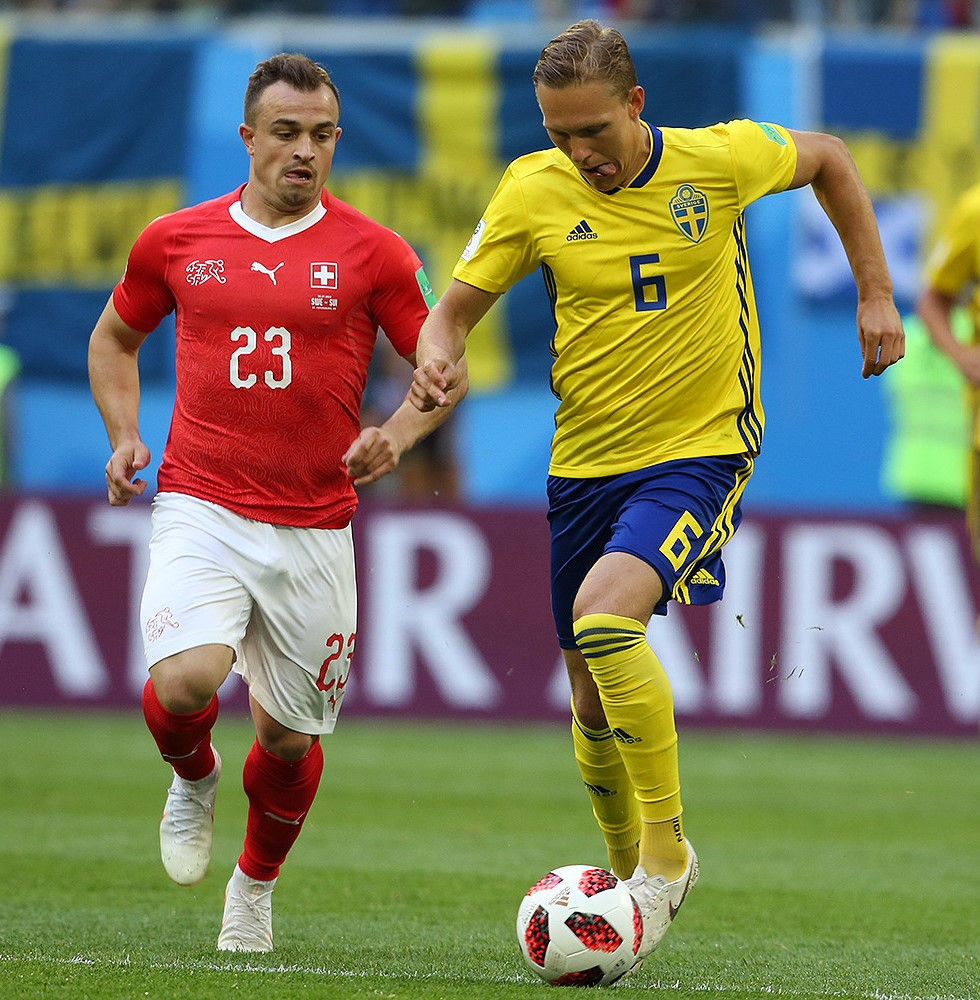
Zweden – Zwitserland (achtste finale)
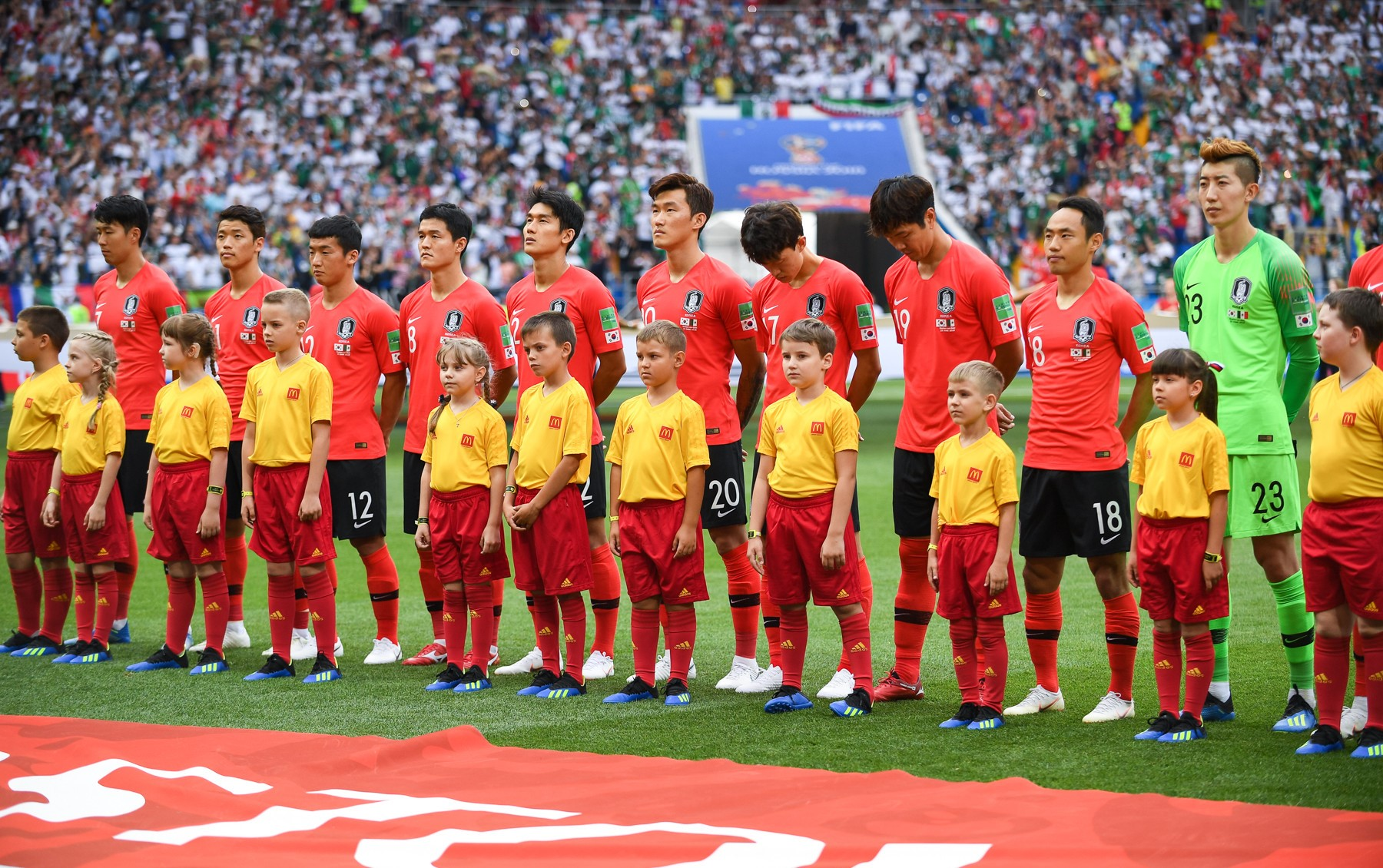
Zuid-Koreaans voetbalelftal (mannen) (tegen Mexico)
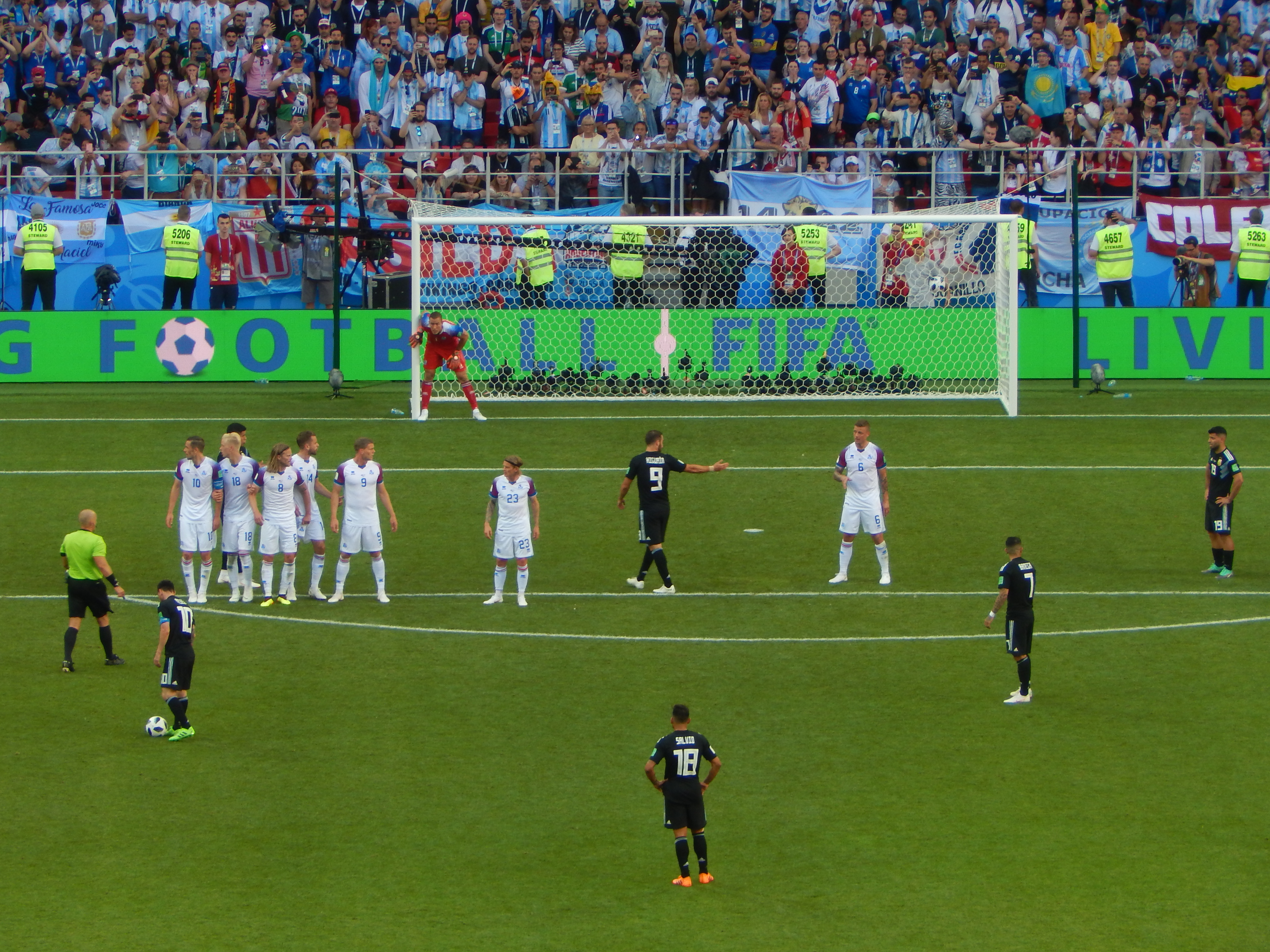
Argentinië – IJsland (vrije trap Argentinië)
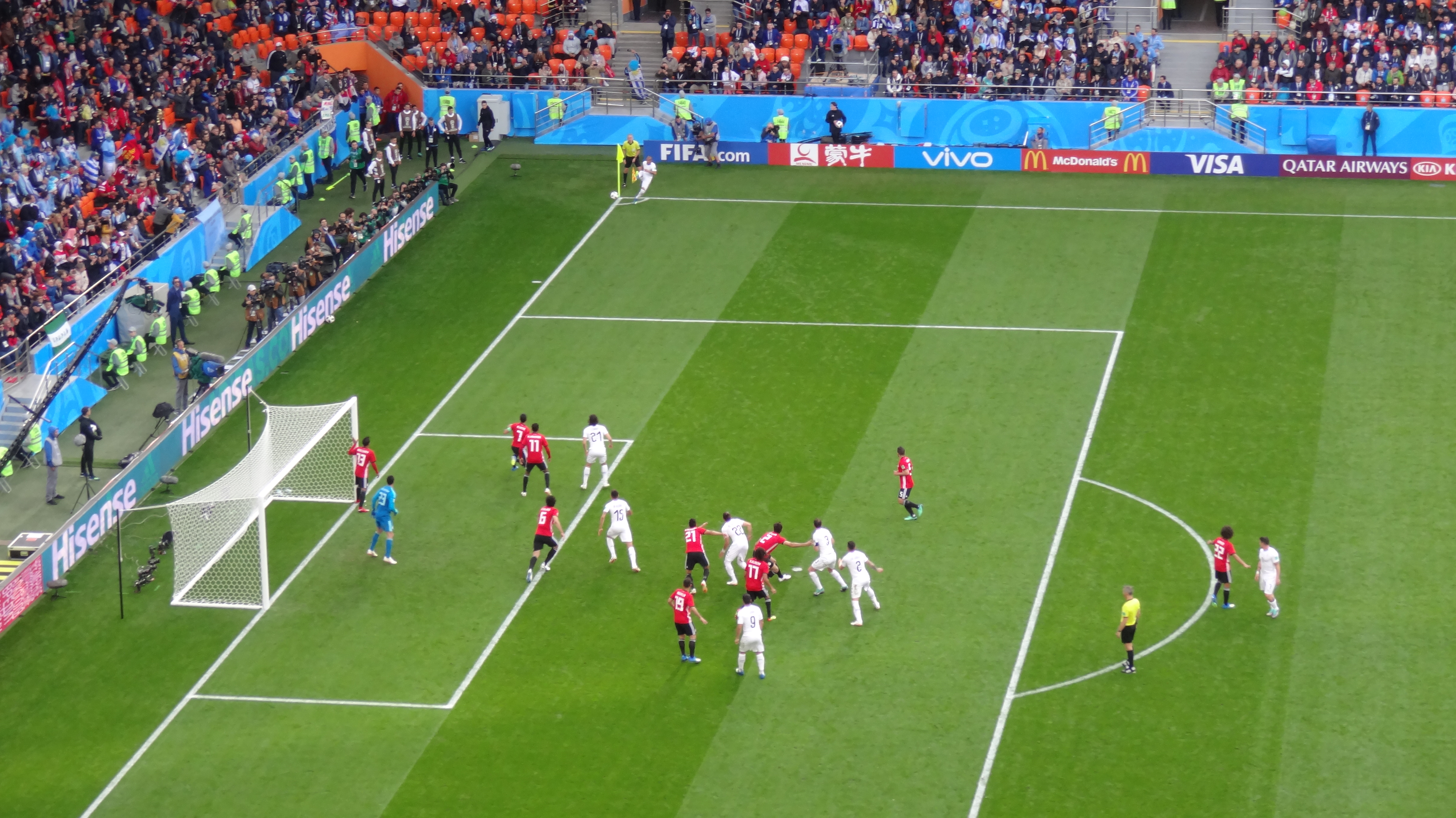
Egypte – Uruguay (hoekschop van Carlos Sánchez)
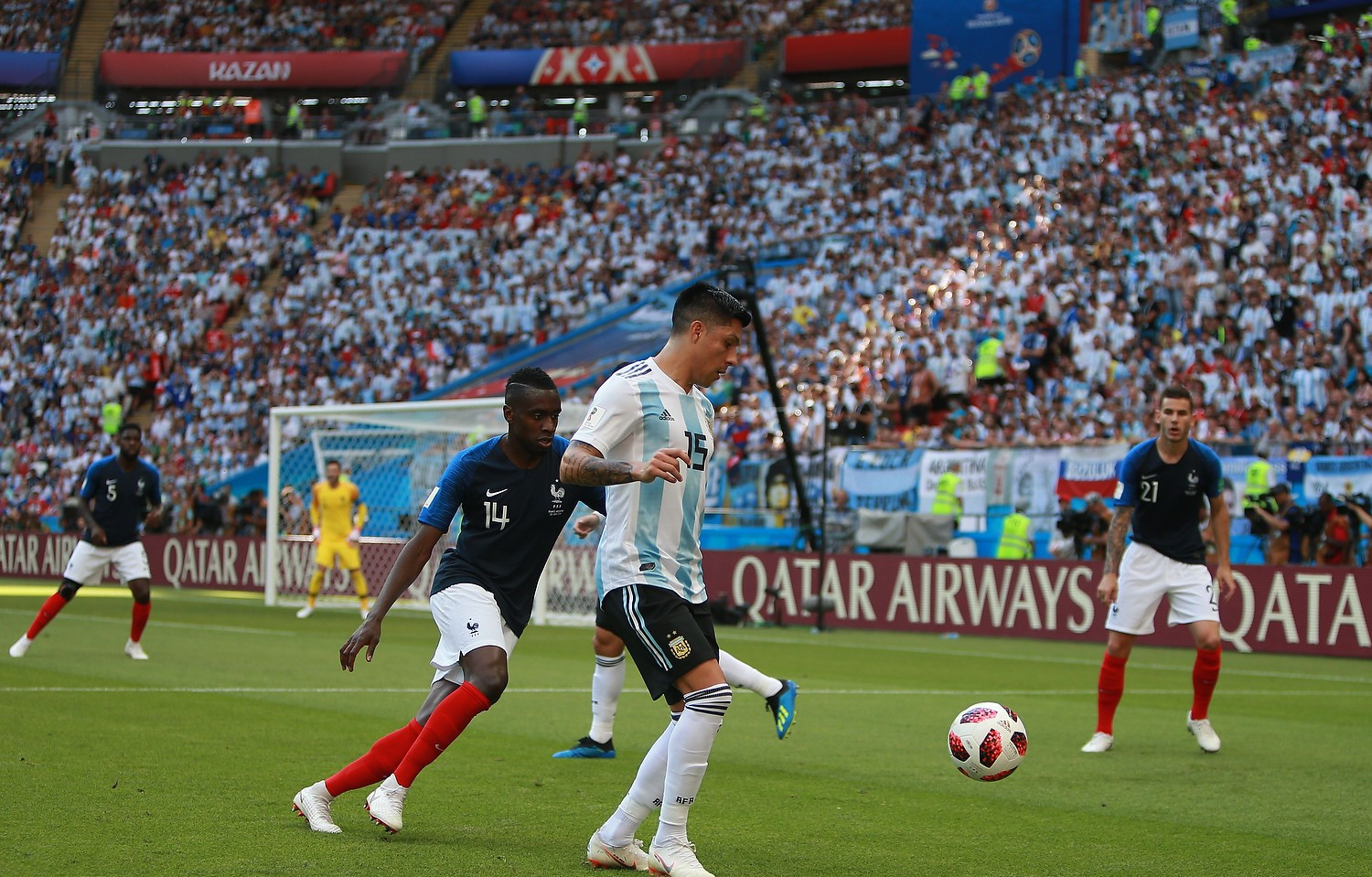
Frankrijk – Argentinië (achtste finale)
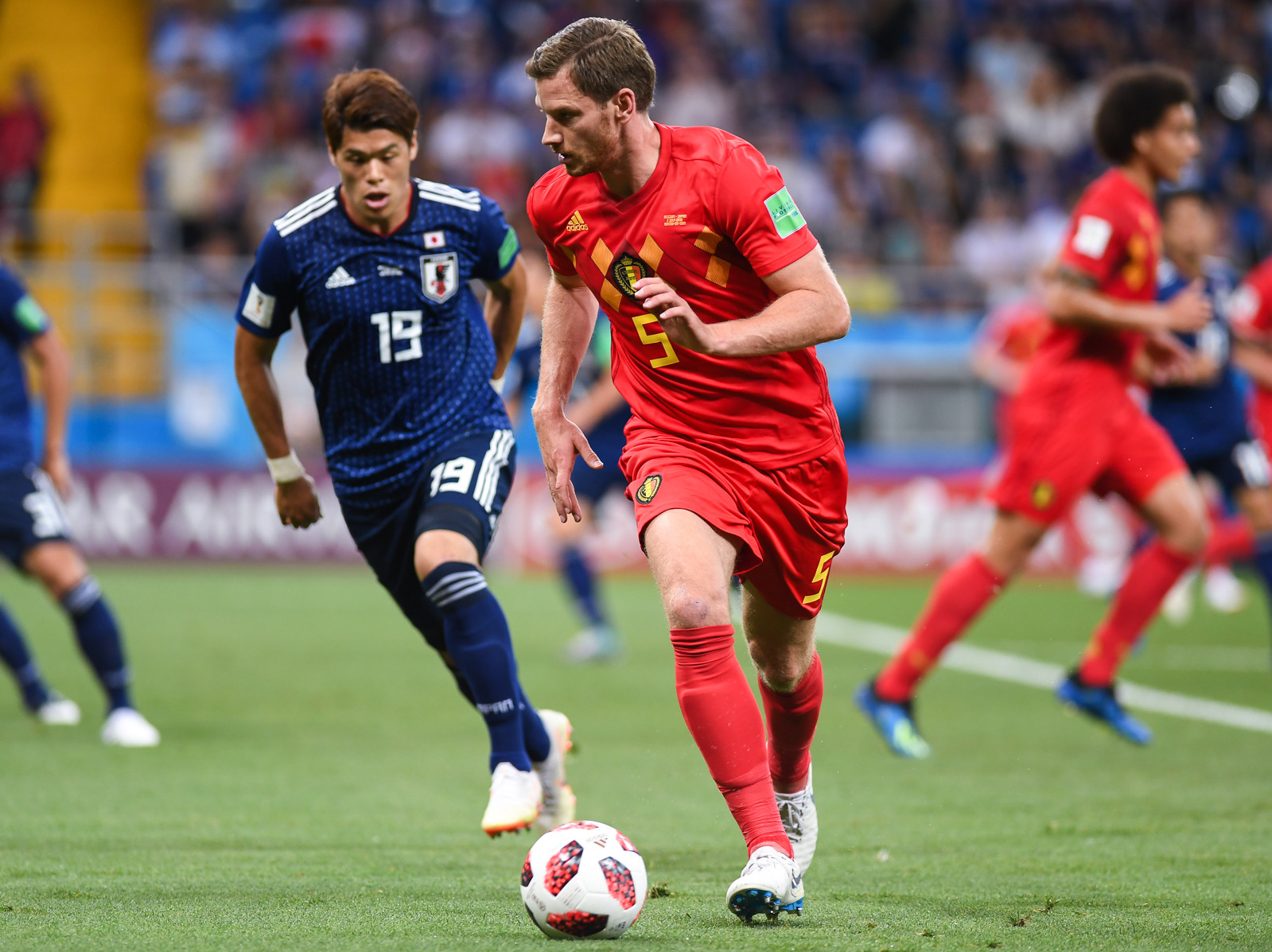
België – Japan (Jan Vertonghen in de achtste finale)
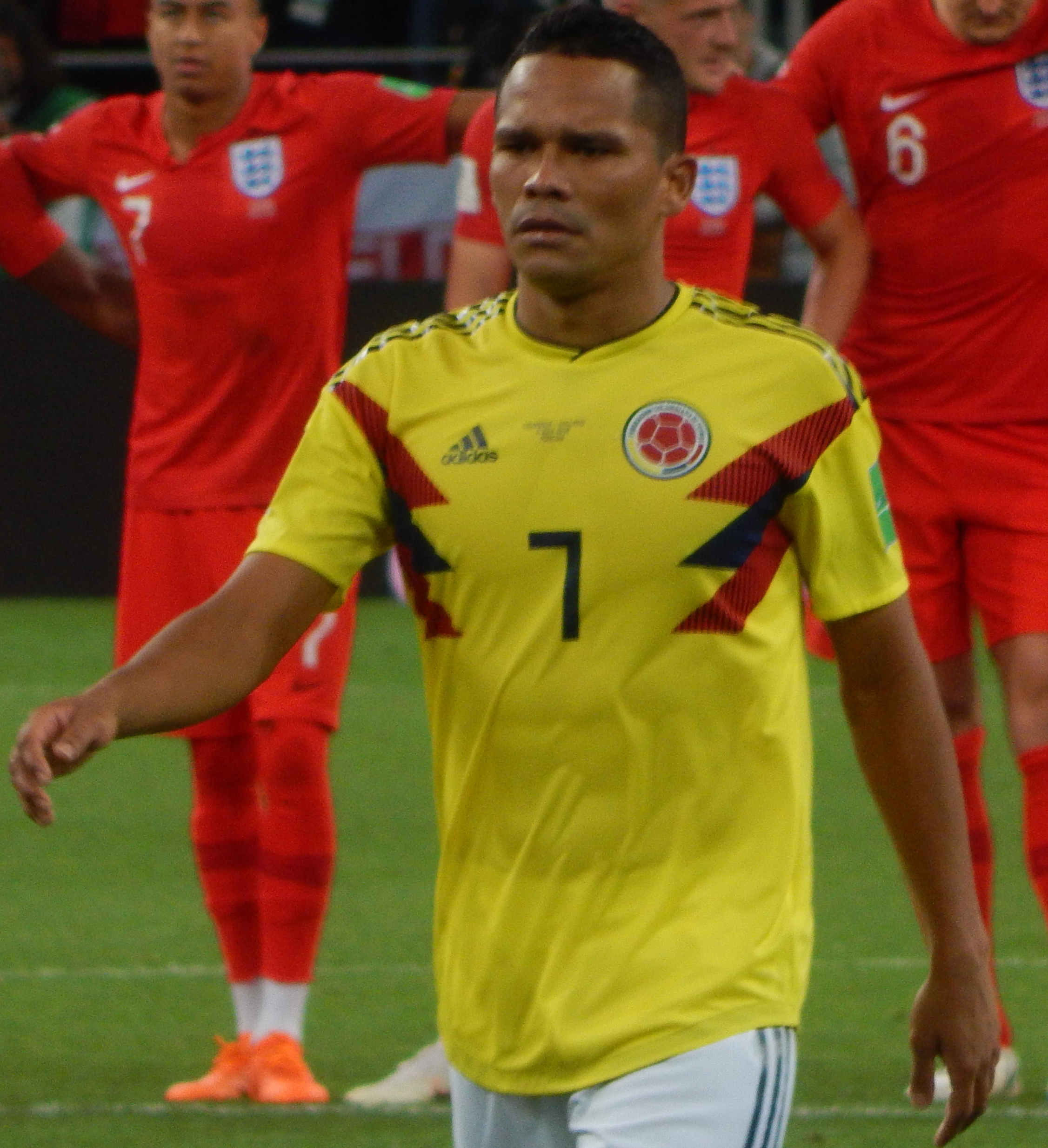
Engeland – Colombia (strafschoppenserie tijdens achtste finale)
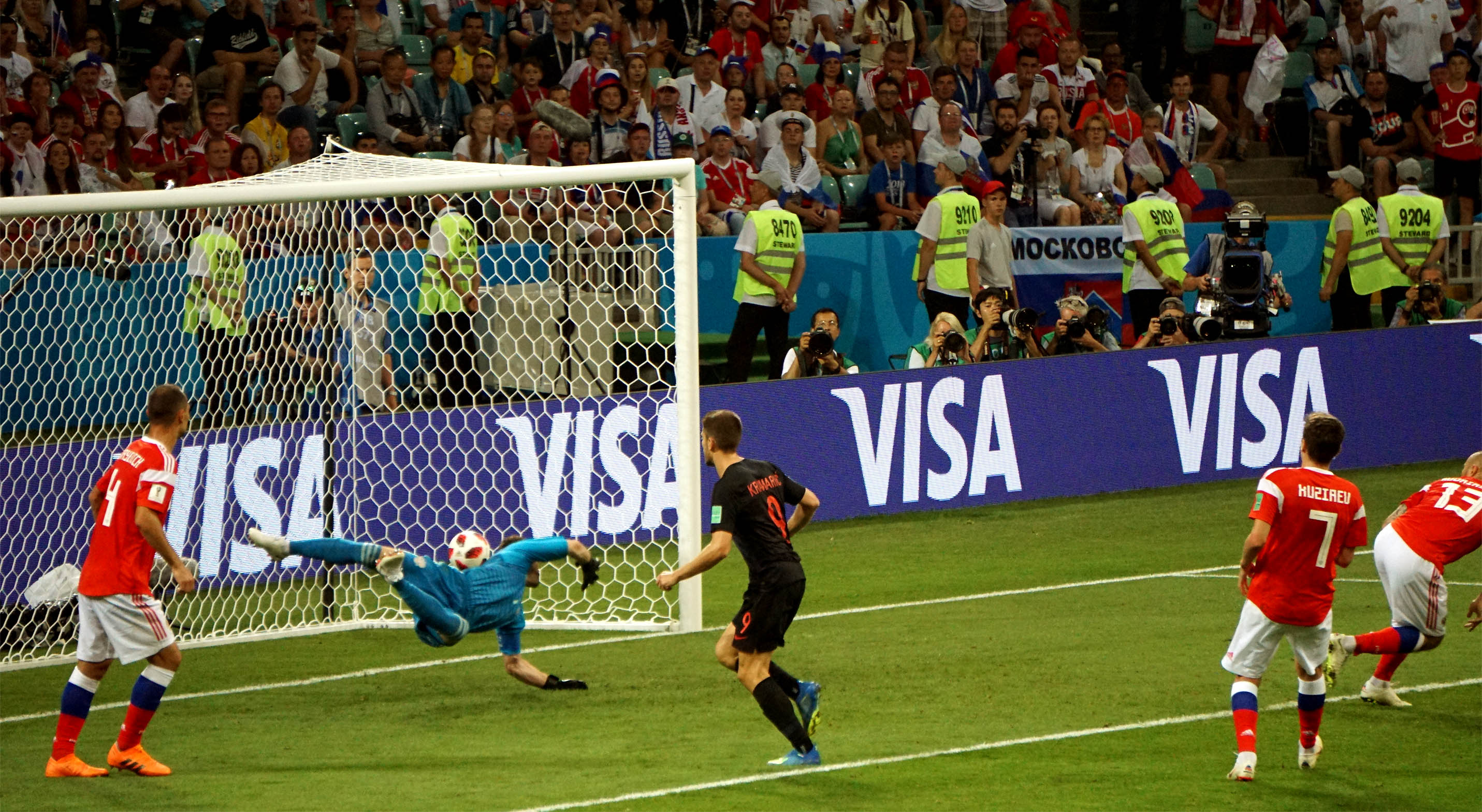
Rusland – Kroatië (Andrej Kramarić scoort tegen Rusland)
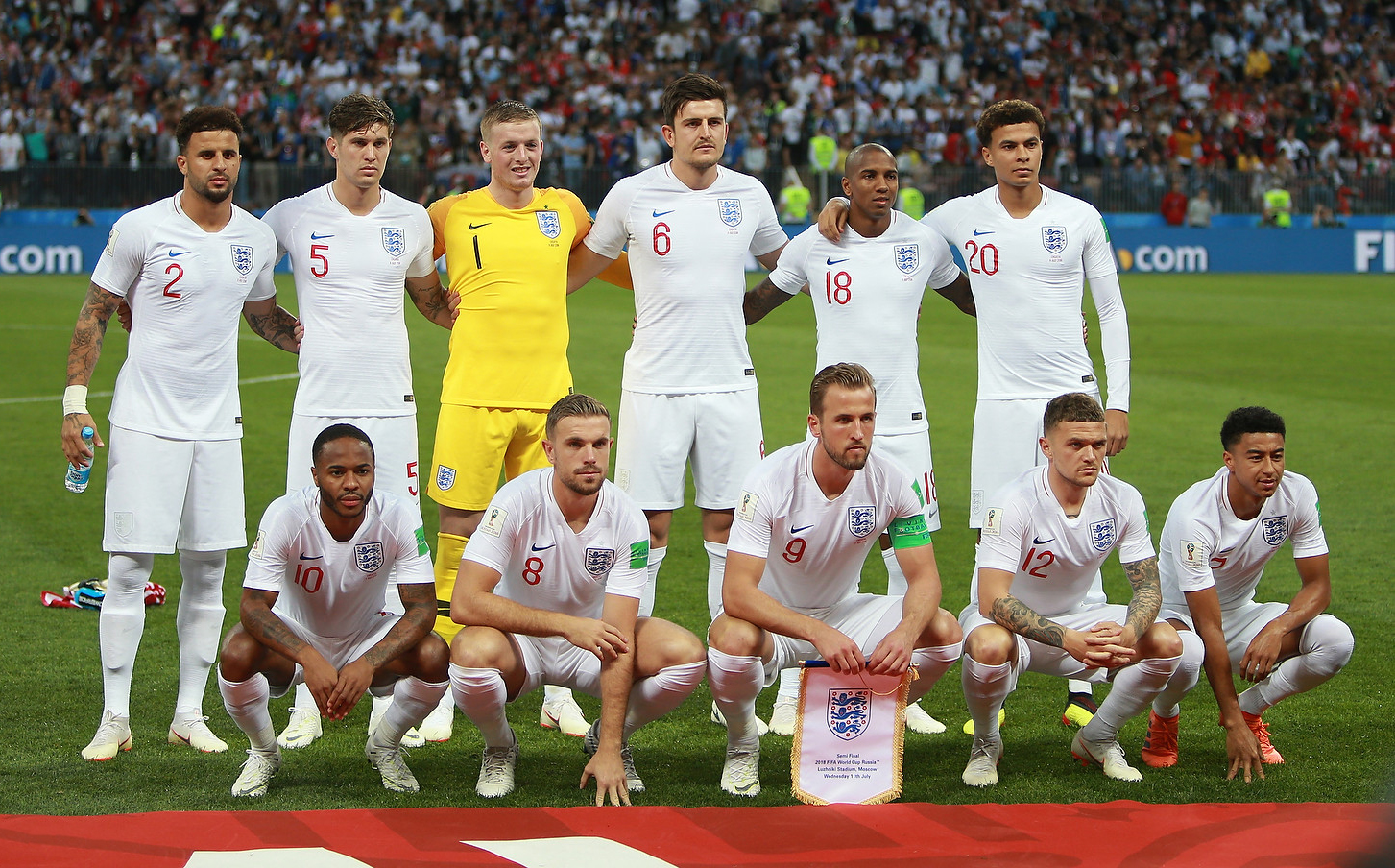
Engels voetbalelftal (tegen Kroatië)
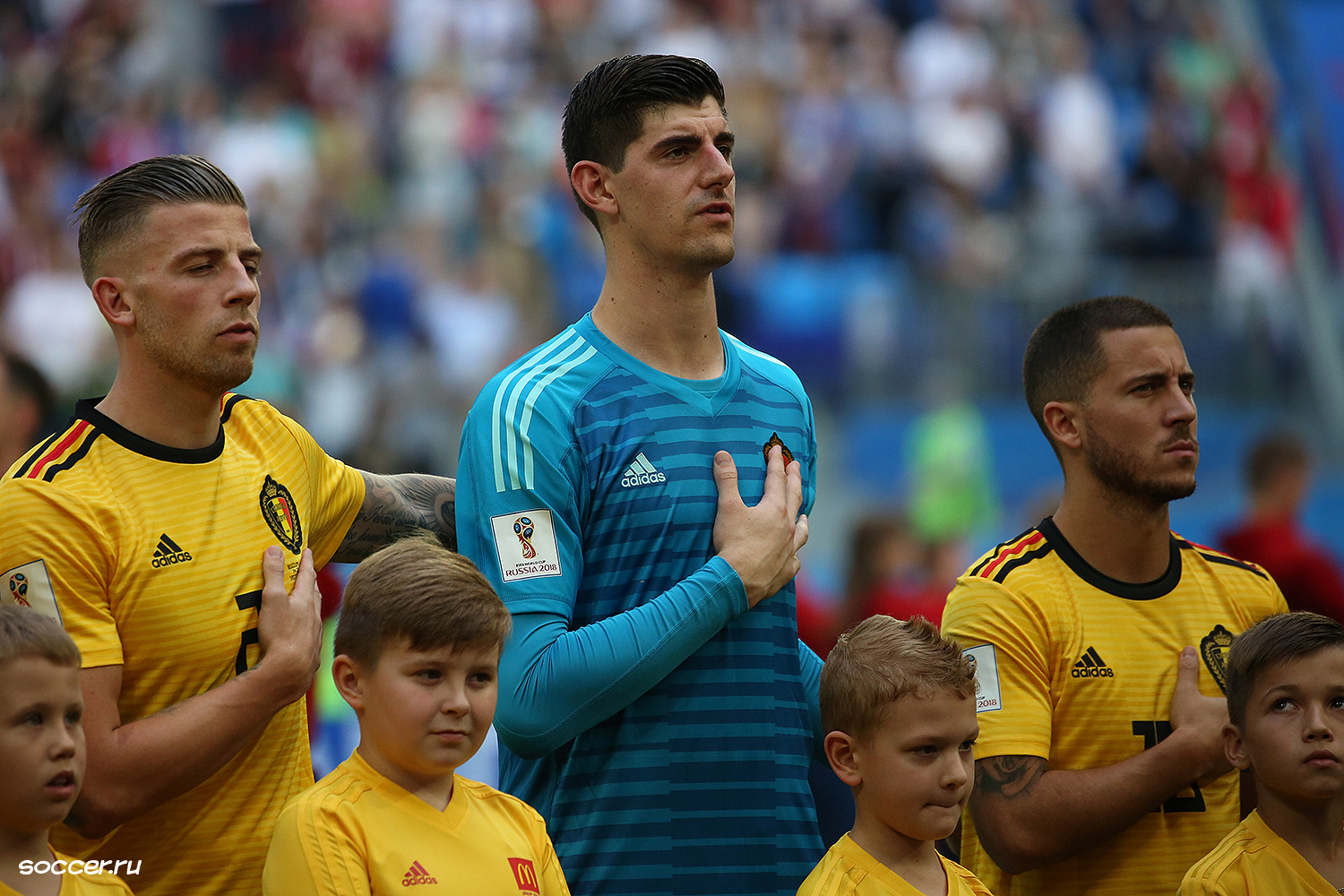
Engeland – België (Belgische keeper Courtois tijdens het volkslied, wedstrijd om derde plaats)
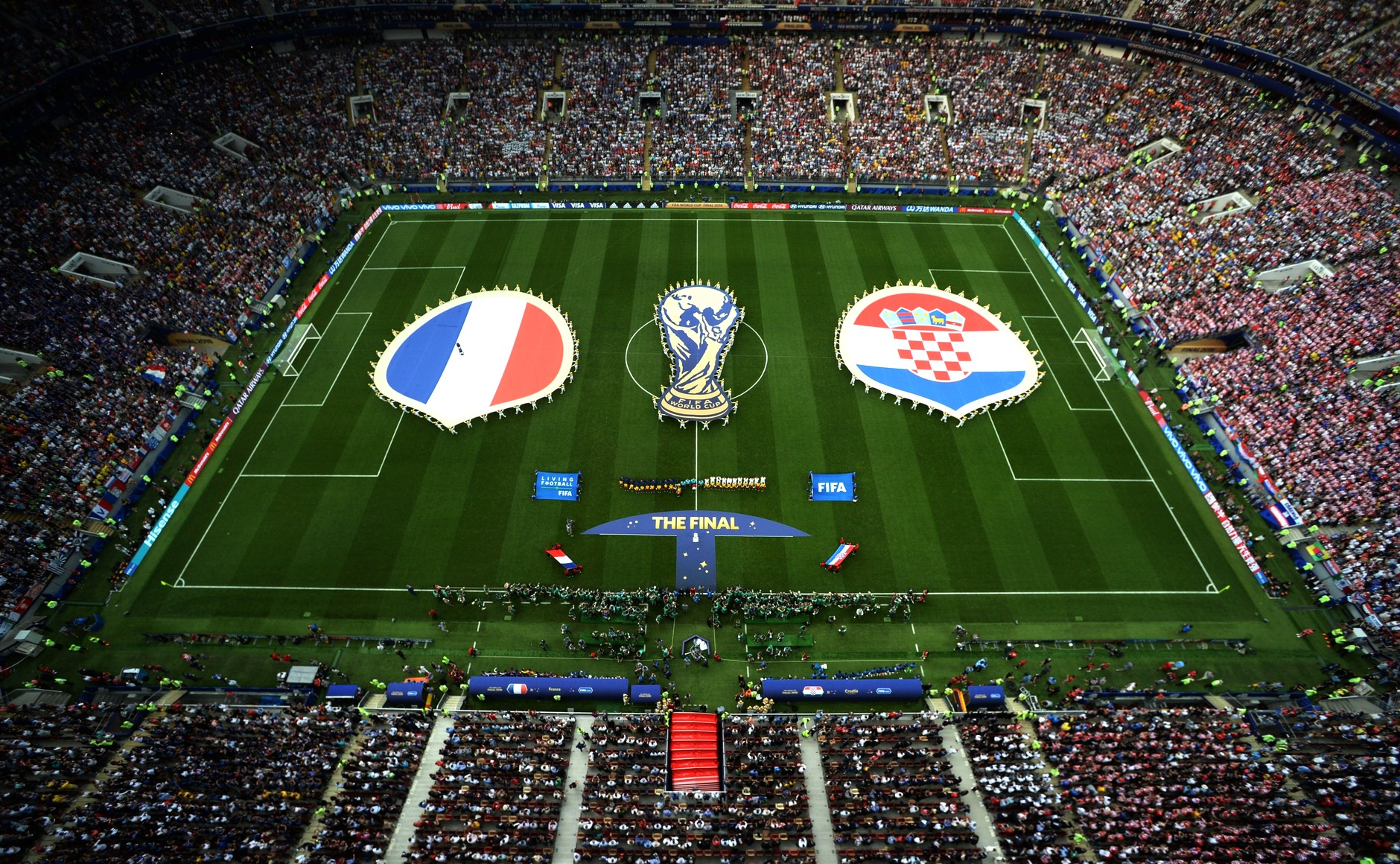
Frankrijk – Kroatië (Vlaggen voorafgaand aan de finale)
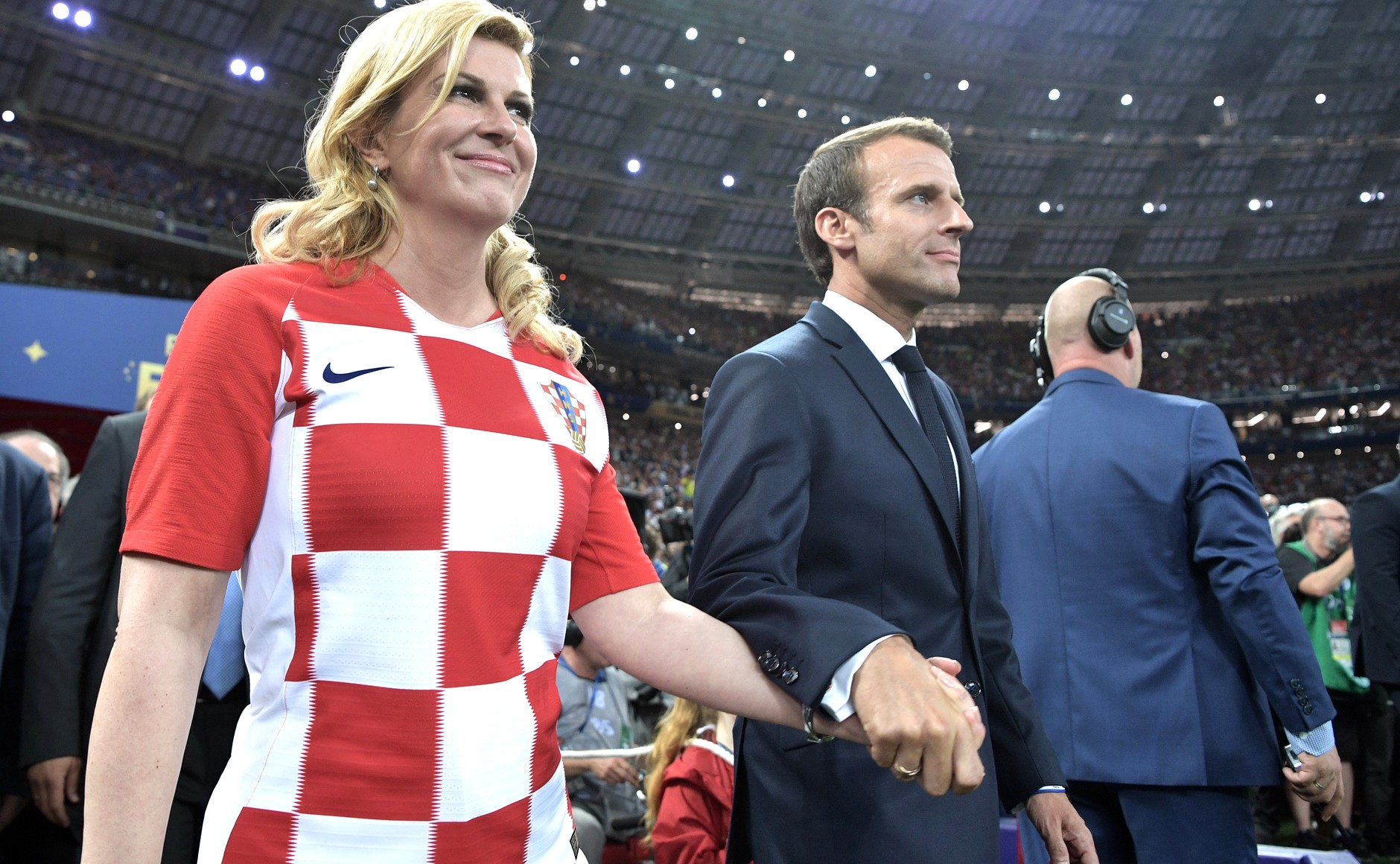
Kolinda Grabar-Kitarović en Emmanuel Macron (Leiders van Kroatië en Frankrijk aanwezig bij de finale)

Kwalificatie: Afrika (CAF) · Azië (AFC) · Europa (UEFA) · Noord- en Midden-Amerika (CONCACAF) · Oceanië (OFC) · Zuid-Amerika (CONMEBOL)
Stadion Sint-Petersburg (Sint-Petersburg) · Olympisch Stadion Loezjniki (Moskou) · Otkrytieje Arena (Moskou) · Stadion Nizjni Novgorod (Nizjni Novgorod) · Stadion Kaliningrad (Kaliningrad) · Centraal Stadion (Jekaterinenburg) ·  Mordovia Arena (Saransk) ·  Kazan Arena (Kazan) · Rostov Arena (Rostov aan de Don) · Olympisch Stadion Fisjt (Sotsji) · Volgograd Arena (Volgograd) · Cosmos Arena (Samara)